# Fastnacht souabe et alémanique
 (juillet 2022).
Si vous disposez d'ouvrages ou d'articles de référence ou si vous connaissez des sites web de qualité traitant du thème abordé ici, merci de compléter l'article en donnant les références utiles à sa vérifiabilité et en les liant à la section « Notes et références ».

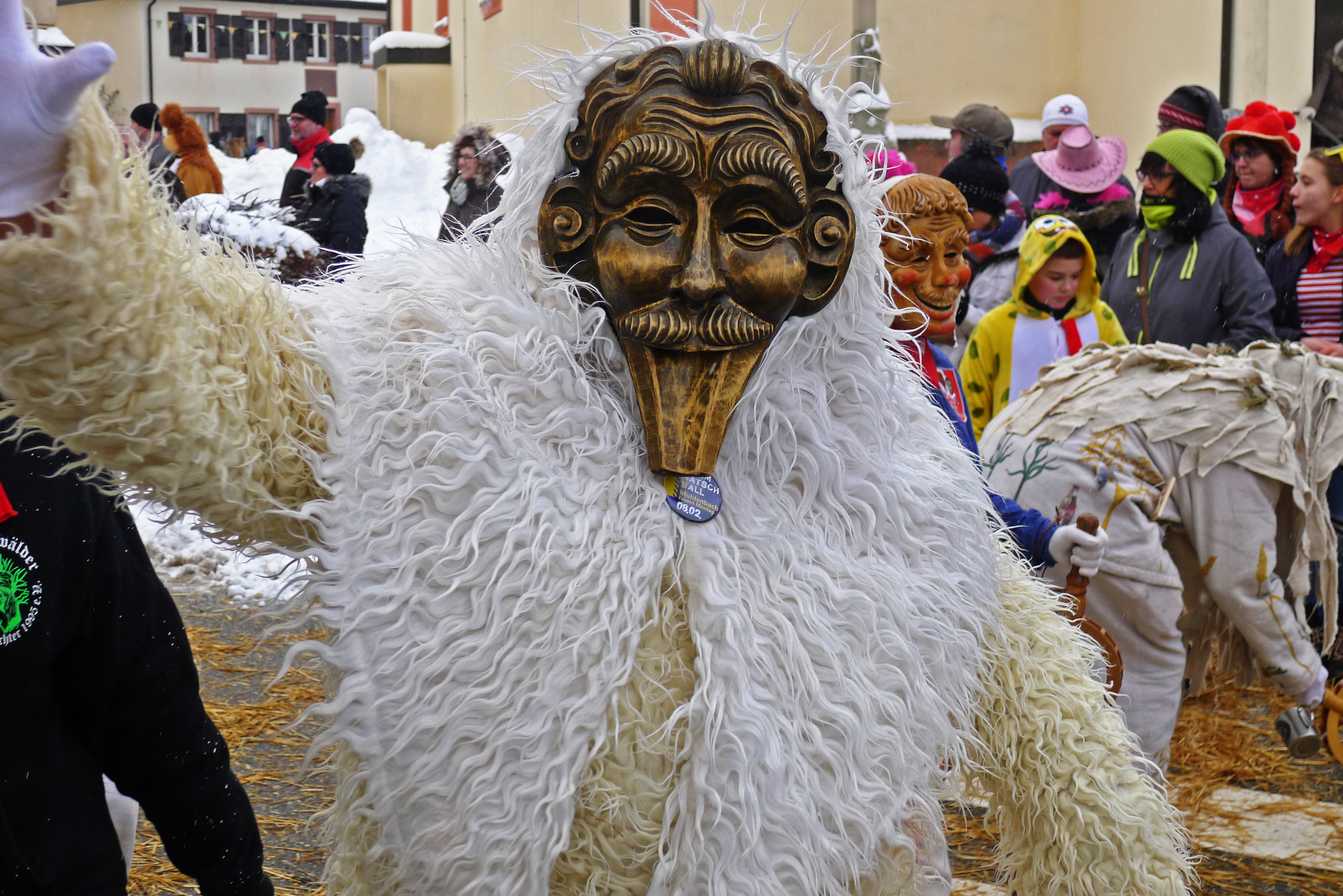
Carnaval à Mühlenbach (Allemagne). Le masque vient d'un dégorgeoir de moulin.

Le fastnacht souabe et alémanique est le carnaval de la région du sud-ouest de l'Allemagne, du Vorarlberg en Autriche et de certaines parties du nord-est et du centre de la Suisse. Il est également appelé fasnad, fasnet, fasnacht ou fasent. Il se distingue du carnaval rhénan, mais ne s'est établi comme forme autonome que depuis le premier quart du XXe siècle.
La caractéristique est que les participants sont masqués avec des « Larven » ou des « Schemen » (masques), généralement en bois (parfois des dégorgeoirs de moulins), exceptionnellement en tissu, papier, argile, tôle ou fil de fer (appelé « Drahtgaze »). Les porteurs de costumes (« Narrenhästräger » dans les régions souabes-alémaniques) ne changent pas de déguisement « Häs » d'une année sur l'autre. Dans certaines régions, il est même courant de les transmettre de génération en génération.
Le carnaval souabe et alémanique a été inscrit en décembre 2014 sur la liste fédérale du patrimoine culturel immatériel (de) au sens de la Convention pour la sauvegarde du patrimoine culturel immatériel de l'UNESCO.

## Étymologie
L'étymologie populaire associe souvent fastnacht (à Mayence également fassenacht, en Suisse fasnacht, en souabe fasnet) à fasten (jeûner) - qui proviendrait des célébrations de la veille précédant le jeûne. Au début du XXe siècle, il était courant de penser que la tradition avait ses racines dans un rituel païen. La comparaison des variantes dialectales donne cependant en vieux haut allemand fasanaht, avec un élément fasa, de signification peu claire. Une dérivation probable se tourne vers le proto-indo-européen pwo, "purifier" (cognate à pava-mana), ou alternativement vers le moyen haut allemand vaselen, "prospérer ou bourgeonner", et interprète la fête comme un rite de fertilité. Des historiens autour de Werner Mezger ont réfuté ces théories, et ont montré que le nom dérive de fasten (« jeûner ») et que la tradition est chrétienne. Ils ont également montré que de nombreux rites étaient issus du modèle de civitas diaboli de l'Église catholique.

## Déroulement du carnaval

### Début le6 janvier
Dans la plupart des localités de la région souabe alémanique, les premières manifestations de carnaval après la fin des festivités de Noël ont lieu le 6 janvier, jour de l'Épiphanie.
Selon une ancienne coutume, les masques sont dépoussiérés à l'Épiphanie. Dès lors, goht's degege, les premières manifestations et défilés commencent. Le carnaval proprement dit ne commence toutefois qu'avec le Schmotzige Dunnschtig (le Jeudi gras avant le mercredi des Cendres), le point culminant du carnaval. À partir de ce jour, les défilés et les manifestations se multiplient et des spécialités telles que les Fasnetsküchle (de) sont préparées. C'est pourquoi de nombreux fous souabes-alémaniques considèrent le début du carnaval comme une caractéristique essentielle qui le distingue du carnaval. 
Le début des jours de carnaval est fêté bruyamment dans de nombreux endroits. À Überlingen, Weingarten, Pfullendorf ou Markdorf, les fous s'agitent avec leurs karbatsche (de) (une sorte de fouet), à Rottweil, les garçons tapent dans les ruelles avec un fouet de charretier, provoquant ainsi un claquement de fouet caractéristique. À Villingen, les cloches des housses, appelées "rollen", sont secouées avec fracas jusqu'à ce que l'on soit sûr qu'il n'y a plus le moindre grain de poussière. Le 6 janvier, on attache une grande importance à la propreté. Dans la région du Neckar, des épousseteurs vêtus de noir vont de maison en maison pour débarrasser les vêtements des fous de la saleté qui les recouvre. À Rottenburg am Neckar, les sorcières soumettent les clients et le mobilier des auberges à un traitement similaire. C'est pourquoi il existe à Lauffen ob Rottweil ce que l'on nomme le "Fiaßwäsch" (lavage des pieds), au cours duquel le conseil des fous se lave les pieds dans l'eau glacée d'une fontaine. Au même moment, le masque de carnaval d'Immendingen et de Möhringen an der Donau (de) reçoit une place d'honneur dans le salon. Mais les fous de Schramberg montrent également leur respect pour le vêtement du fou en le bénissant solennellement : « Salut, noble vêtement des fous. Sors maintenant de ta robe annuelle. Et remplis de joie les grands et les petits. Que le carnaval te soit consacré en l'année du salut 20... ».
Le rôle le plus important des festivités du 6 janvier et de la période qui suit est toutefois joué par les réunions conviviales des fous. Ainsi, à Bad Saulgau et Bonndorf im Schwarzwald, le programme du prochain carnaval est annoncé lors de réunions publiques et dans d'autres localités comme Waldkirch ou Löffingen, les derniers détails de l'organisation sont réglés lors des assemblées des fous. Mais depuis quelques décennies, les plus populaires sont de loin les rassemblements de fous, de grands rassemblements de milliers de fous qui ont lieu presque tous les week-ends dans les semaines suivant l'Épiphanie dans des lieux différents.

Accessoires de la festnacht
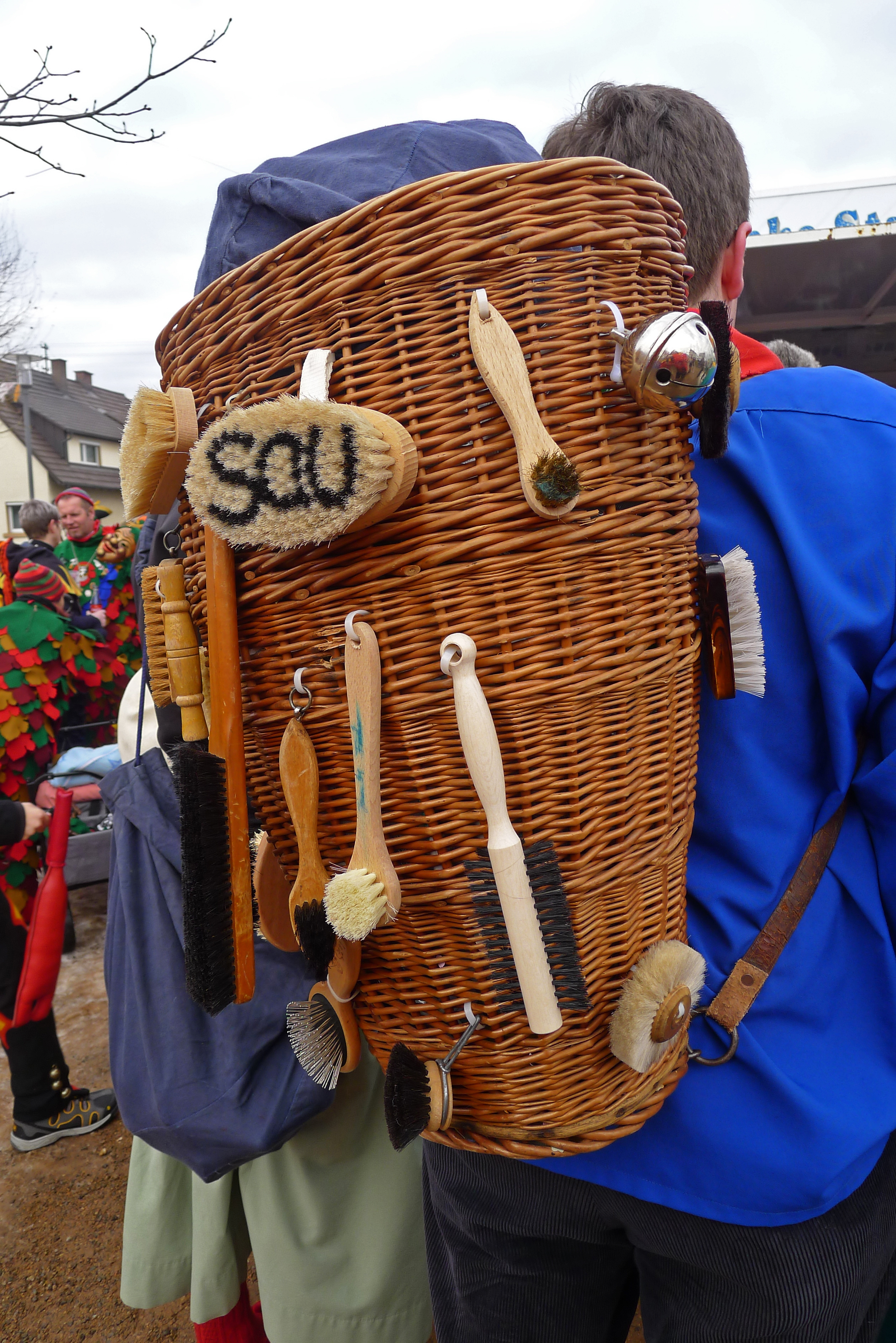
Todtnau. Il y a une tradition de nettoyage et de dépoussièrage associées au carnaval
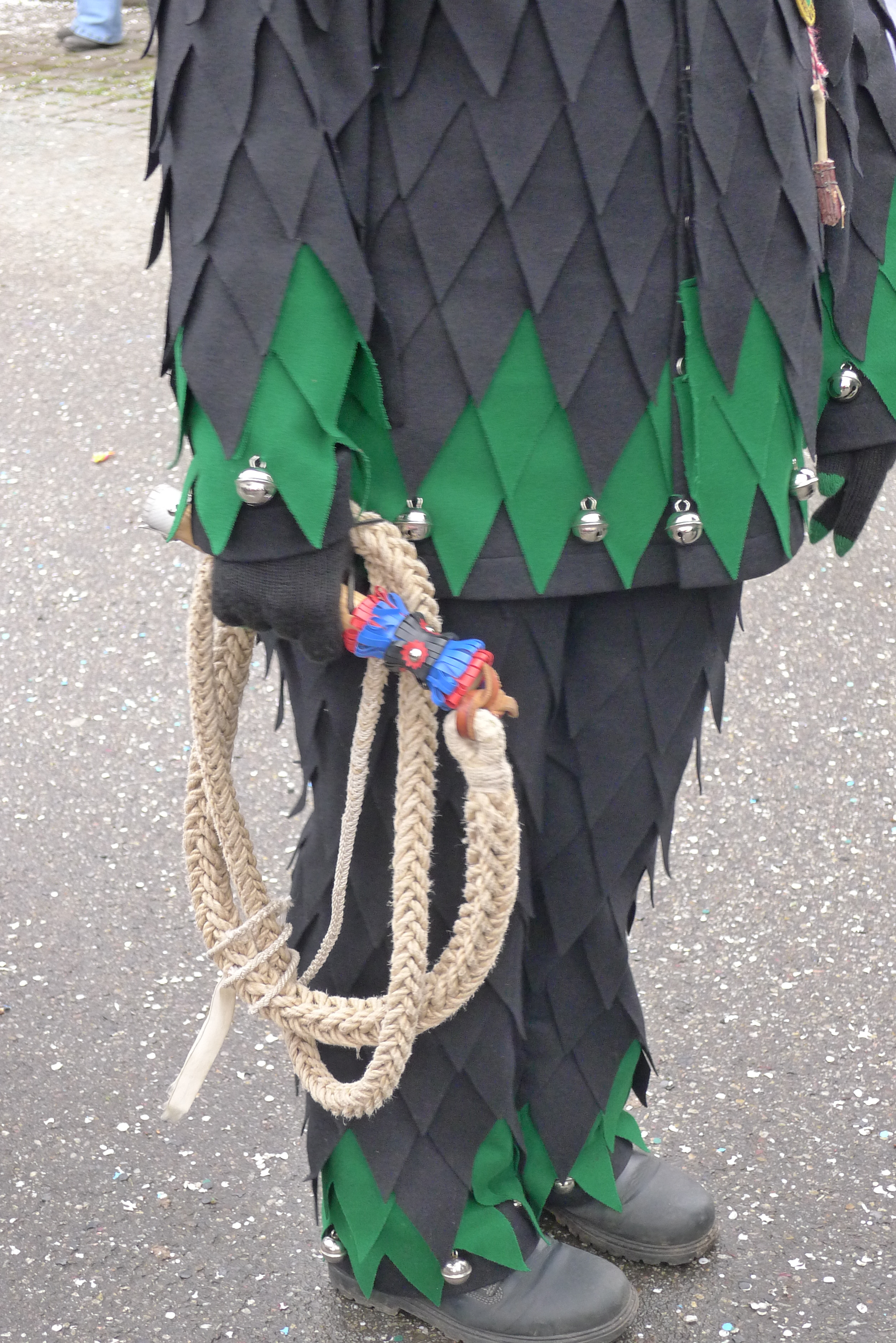
Un karbatsche (de)
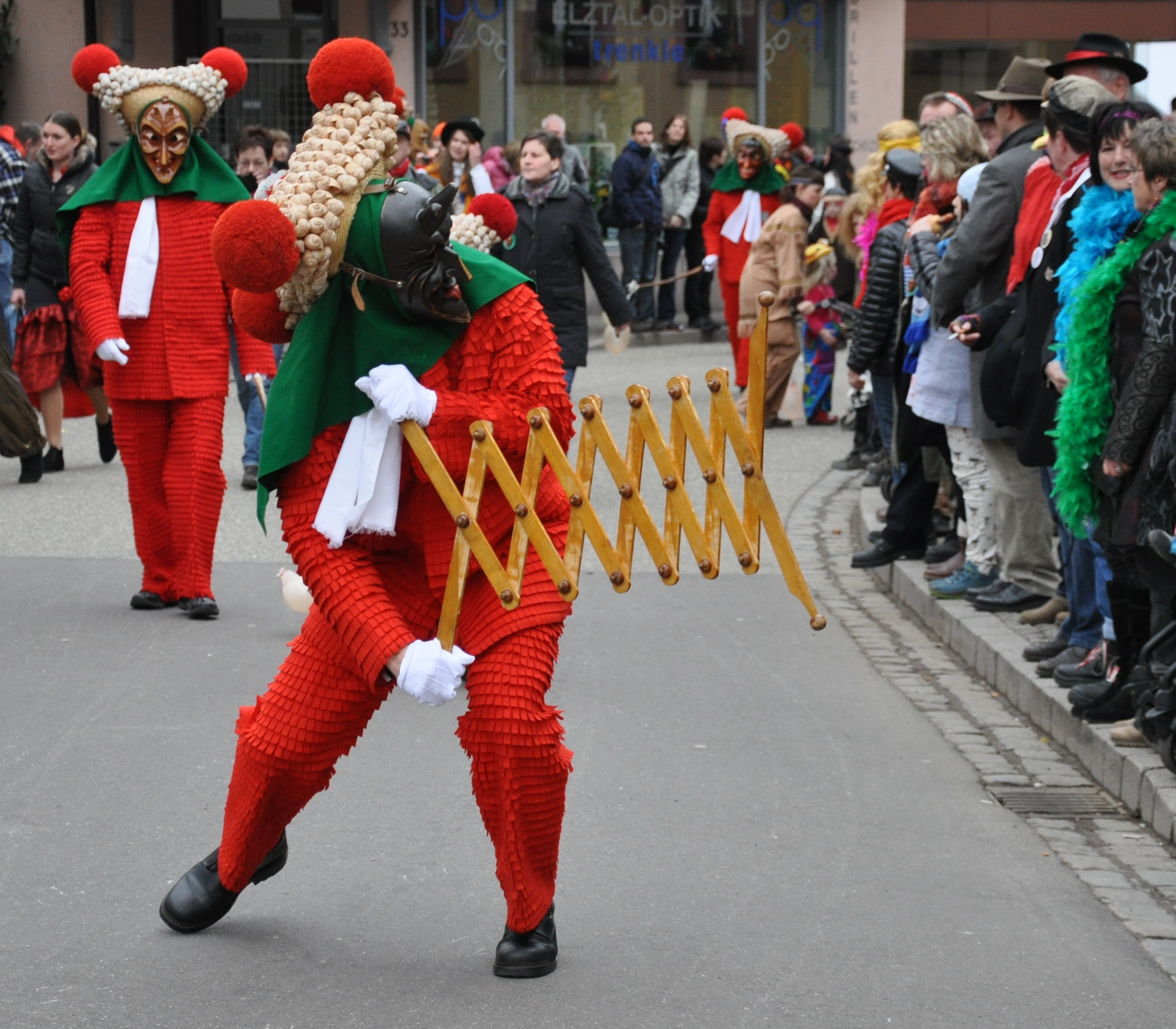
Un streckschere,  en anglais également appelé lazy tongs, avec une structure articulée comme un pantographe, est un objet utilisé par les participants pour taquiner les spectateurs ou attraper leurs casquettes et leurs chapeaux, et parfois pour distribuer des bonbons et autres petits cadeaux.
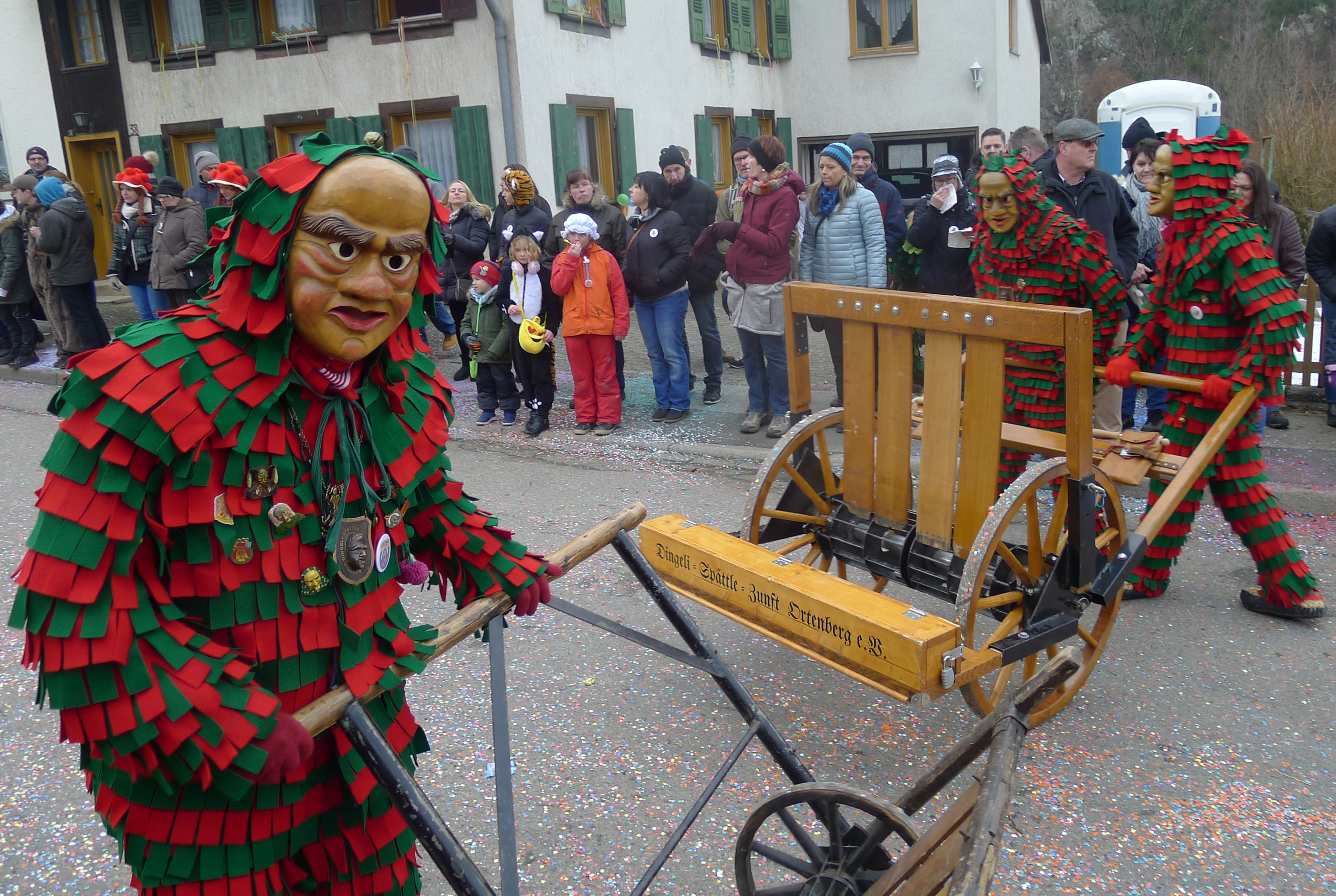
Un rätsche (crécelle) géant
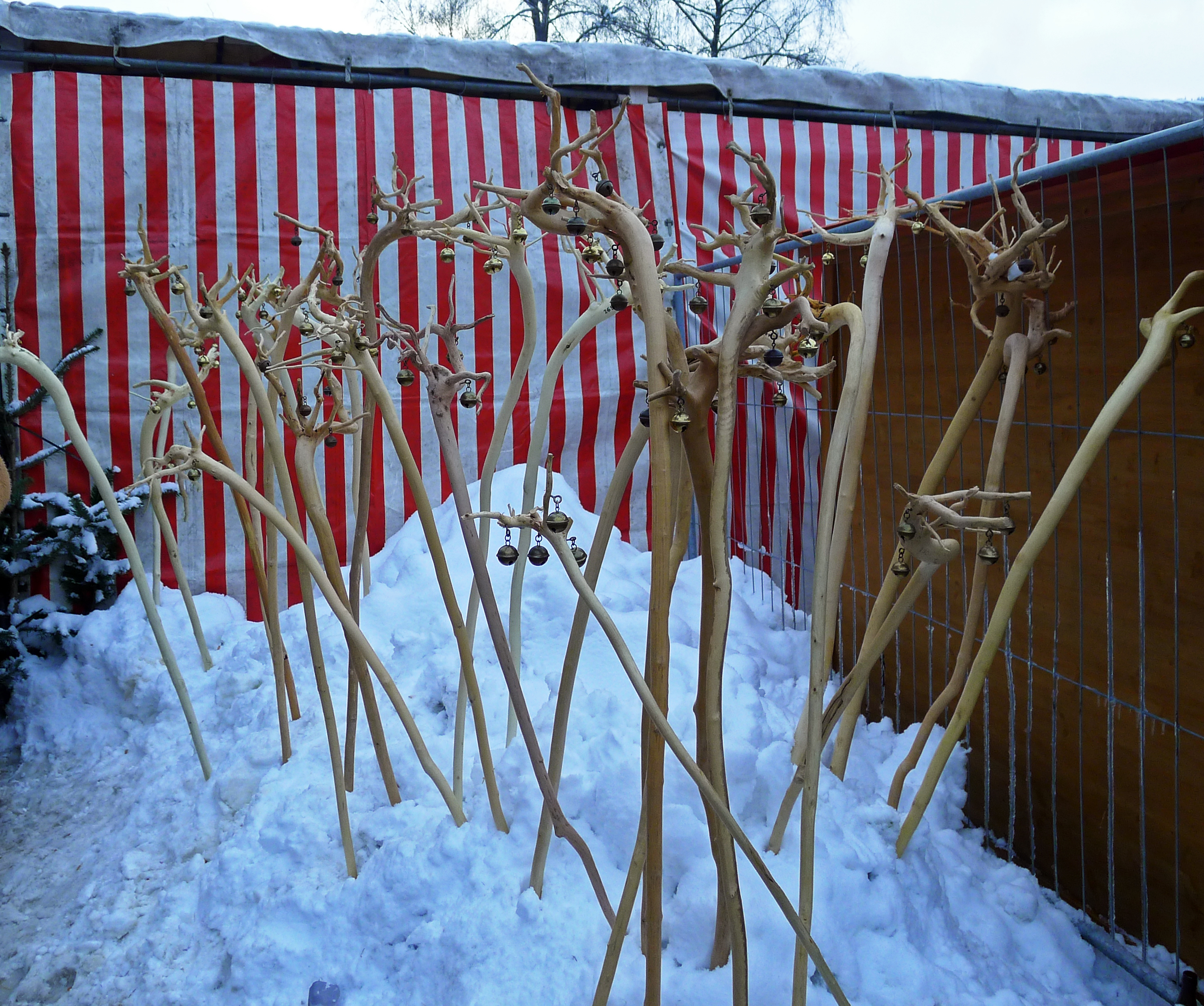
Les Hästräger de la Narrenzunft Nordrach portent des bâtons épluchés avec le rhizome vers le haut, aux extrémités desquels sont fixées 4 clochettes.

### Chandeleur
Avec le quarantième jour après Noël, la Lichtmess, le 2 février, le nombre de manifestations carnavalesques augmente à nouveau sensiblement dans toutes les localités. À partir de ce jour, il est presque partout d'usage de Maschgern (Haute-Souabe), Strählen (Villingen), Schnurren (Forêt-Noire), Welschen (Schömberg), Hecheln (Oberndorf) ou Aufsagen. Les bouffons reprennent alors les événements remarquables de l'année écoulée et les présentent aux citoyens sous une forme divertissante. Autrefois, on était masqué et les formes de représentation les plus diverses étaient courantes, par exemple la moritat (de). Les actes des concitoyens étaient également souvent glosés dans un cadre plus restreint ou au bord de la route. Aujourd'hui, en revanche, les gens se réunissent généralement à des heures fixes dans les auberges d'une localité et les fous se déplacent en groupe, non masqués, d'une auberge à l'autre. La forme de représentation choisie est souvent des quatrains, complétés par quelques chansons. 
Même si le carnaval souabe-alémanique est essentiellement un carnaval de rue et d'auberge, la Chandeleur marque le début d'une courte phase de manifestations en salle. Souvent, les associations locales apportent leur contribution à la saison carnavalesque en organisant chacune leur propre bal.

### Mercredi avant le carnaval
À l'origine, le mercredi précédant le carnaval n'était pas un jour de fête traditionnel pour les fous souabes et alémaniques. Cependant, des coutumes se sont établies dans l'après-guerre, en particulier le soir, pour marquer le début de la période du carnaval proprement dite. En font partie la proclamation ou la recherche du carnaval en Forêt-Noire, tout comme l'invocation des masques ou le nettoyage des fontaines en Haute-Souabe. Au lac de Constance, il y a aussi le Hemdglunker (de). 

### Détermination du mardi gras
Le mardi gras est le jour précédant le début du Carême, qui commence le mercredi des Cendres. La date du Mercredi des Cendres se situe 46 jours avant le Dimanche de Pâques, qui est célébré le premier dimanche après la première pleine lune du printemps. 
Cette date de Pâques provient de la Pâque juive qui, en souvenir de l'exode des Juifs hors d'Égypte, est toujours célébrée le 14 Nisan, c'est-à-dire le 14e jour après la première nouvelle lune du printemps, selon le calendrier lunaire juif. Mais il a été décidé que la date de Pâques aurait toujours lieu un dimanche. 
Selon le calendrier grégorien, introduit en 1582, le printemps commence en principe le 21 mars. Il en résulte que le dimanche de Pâques a lieu le 22 mars au plus tôt et le 25 avril au plus tard. Ainsi, la date du carnaval varie dans le calendrier dans une fourchette de 35 jours. Avant le dimanche de Pâques, la période de carême dure 40 jours. On arriverait ainsi au mardi de la sixième semaine avant Pâques. Après le concile de Bénévent (de) (1091), les dimanches ont en outre été exclus du carême et le début du carême a donc été avancé de six jours au mercredi de la 7e semaine avant Pâques, le mercredi des Cendres. La date la plus précoce pour le mercredi des Cendres est donc le 4 février.

### Ancien carnaval, carnaval des buveurs
Malgré la réforme du concile de Bénévent (de) de 1091, qui a avancé de six jours la date de début du Carême, la date initiale (le mardi de la sixième semaine avant Pâques) est restée dans les mémoires, surtout dans certaines régions rurales. Dans ces régions, le carnaval continuait à être fêté une petite semaine plus tard, le lundi : ces coutumes se sont perpétuées jusqu'à aujourd'hui sous le nom de Alte Fastnacht (de) ou bauern, en alémanique buurefasnacht. Souvent, le carnaval était fêté deux fois, le premier carnaval se terminant le mercredi des cendres étant alors appelé "Herren" ou "Pfaffenfastnacht" pour le distinguer du carnaval des paysans. Les Funkensonntag (de), le Narrenzunft Furtwangen (de) à Furtwangen im Schwarzwald ou la date du carnaval de Bâle sont des exemples de l'ancien carnaval. 

### Carnaval des Groppes
Le carnaval des Groppes (de) (groppe est le nom vernaculaire du Chabot commun) d'Ermatingen, sur la rive sud suisse de l'Untersee du lac de Constance, est considéré comme "le carnaval le plus tardif du monde", le "quatrième dimanche de Carême", trois semaines avant Pâques. En 2015, il fêtera ses 600 ans d'existence et sera, selon ses propres dires, le carnaval le plus traditionnel de Suisse orientale.

## Histoire

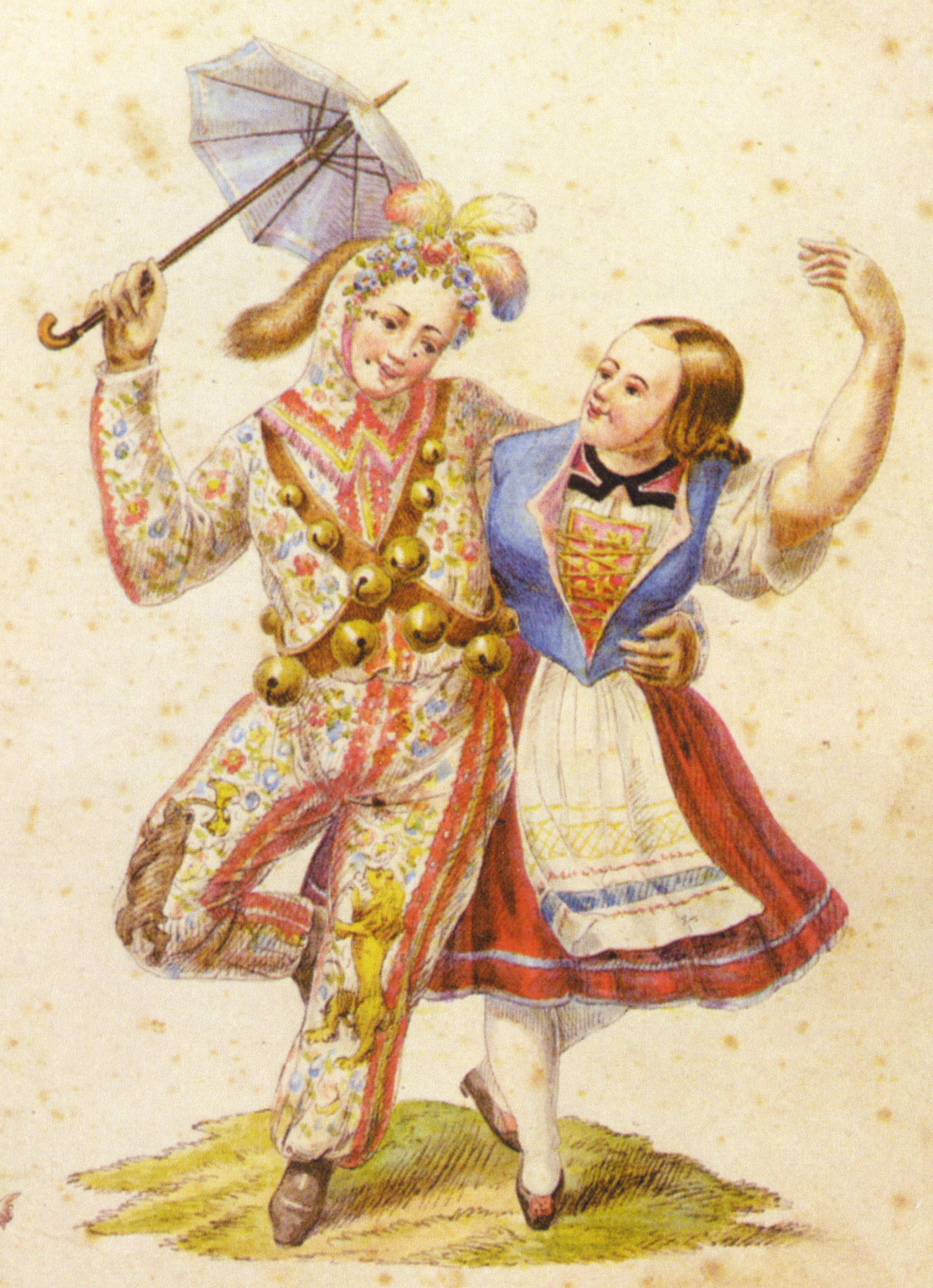
Page de titre de la Chronique des fous (premières inscriptions de 1856), détail : Hansel et Gretele
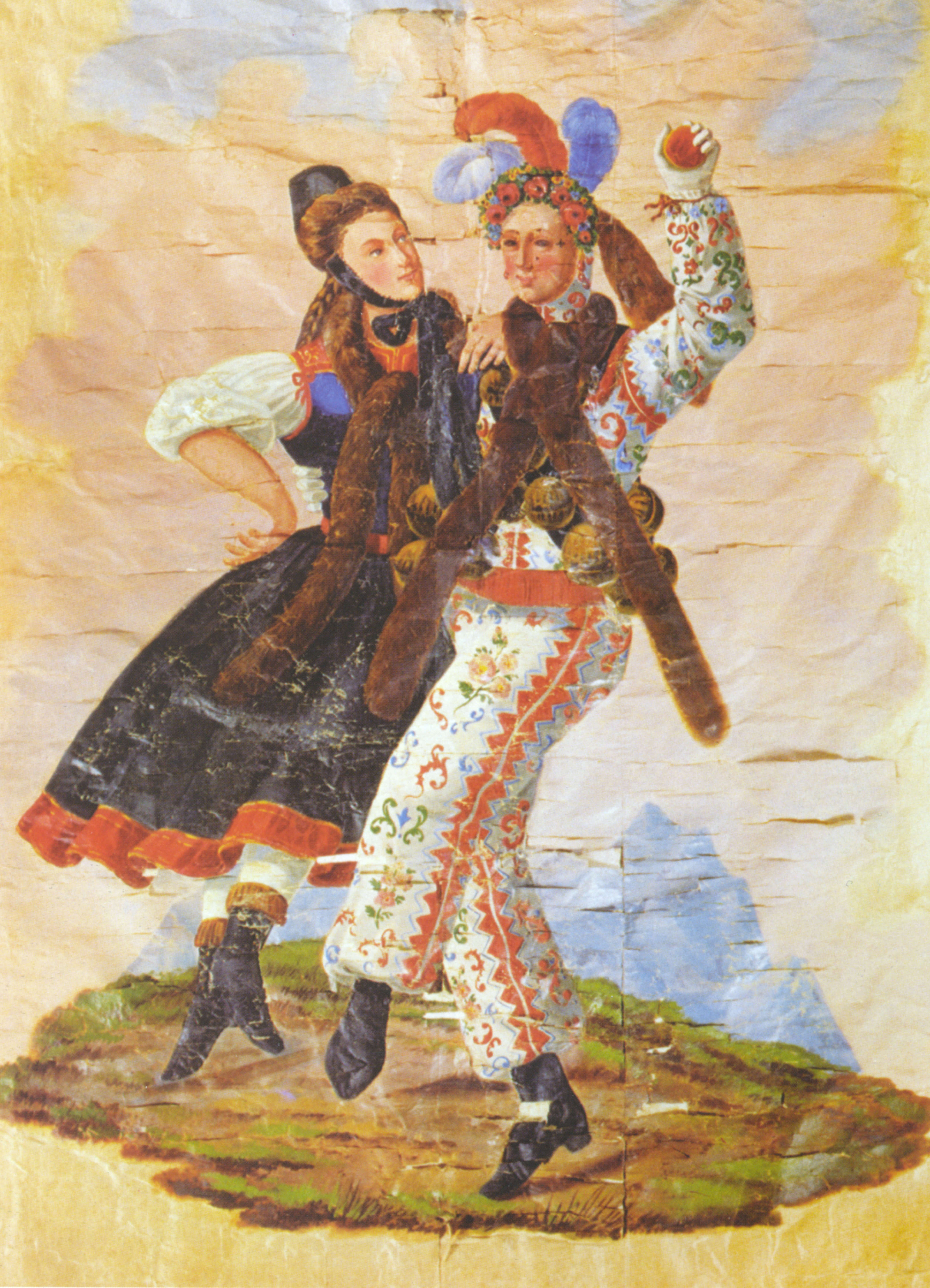
Donaueschingen, drapeau de la société Frohsinn datant de 1870, les personnages Hansel et Gretel sont représentés.
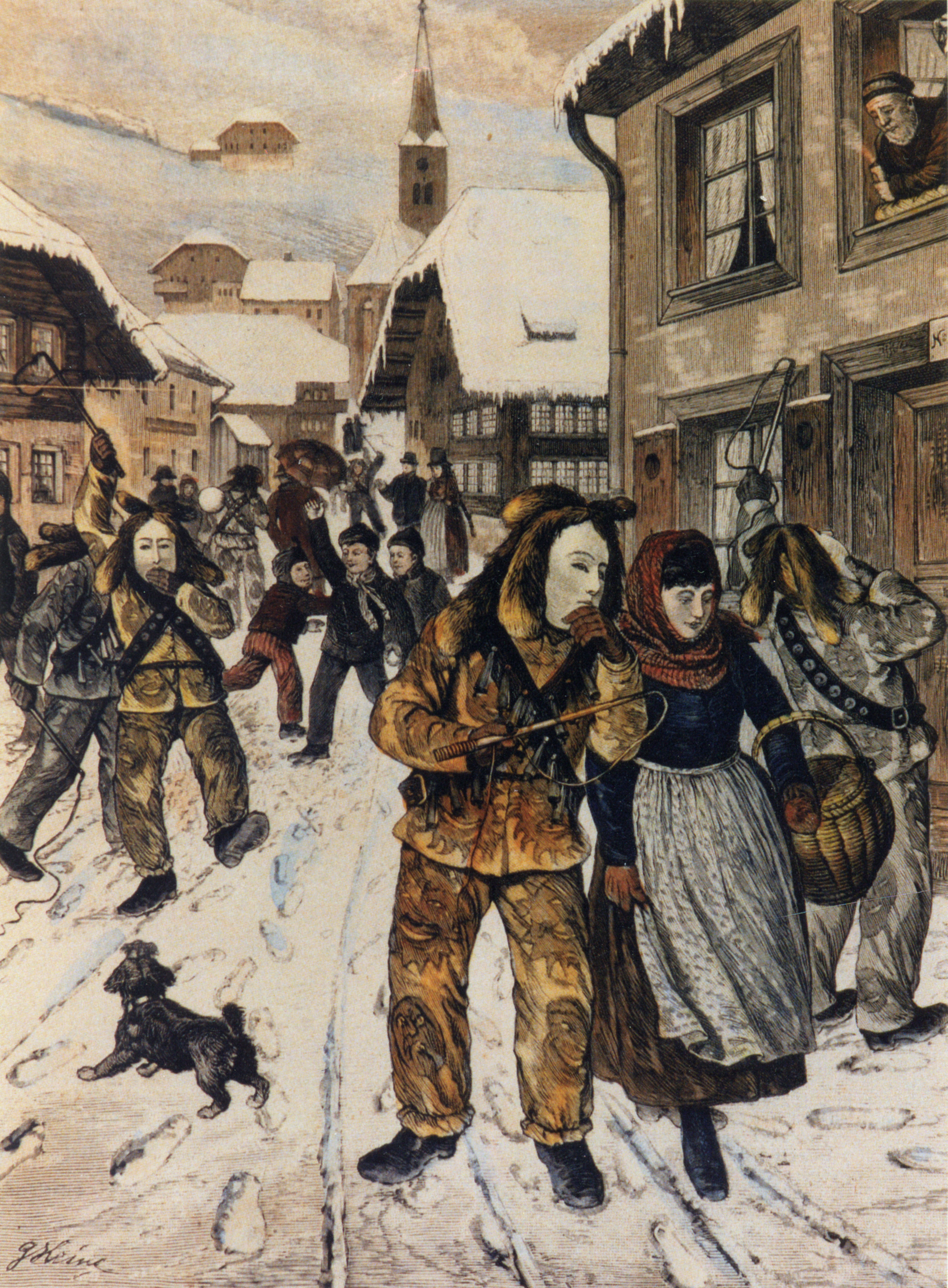
Carnaval dans la Forêt-Noire, 1890.

### Moyen Âge  et Renaissance
Tout comme le carnaval rhénan, le carnaval souabe et alémanique trouve son origine dans des fêtes qui servaient à consommer des denrées périssables avant le début du carême. De telles manifestations sont attestées dans toute l'Europe centrale au plus tard au XIIIe siècle. Elles n'étaient toutefois pas comparables au carnaval actuel et variaient fortement d'une région à l'autre. 
En complément de la consommation excessive de nourriture, des coutumes telles que les danses, les défilés ou les Fastnachtsspiel (de) sont devenues courantes à partir du XIVe siècle. Là aussi, la nourriture joua d'abord un rôle central, par exemple dans les Schembartlauf (de), les défilés de carnaval des guildes de Nuremberg, qui eurent surtout du succès à la fin du XVe siècle et au début du XVIe siècle. Des danses de bouchers sont également attestées dans d'autres villes, où les bouchers s'accrochaient à des anneaux à saucisses pour se nettoyer.
Selon une théorie de l'historien Dietz-Rüdiger Moser (de), le contraste entre les plaisirs du carnaval et les privations du carême a été de plus en plus interprété de manière théologique. Mis en relation avec les enseignements augustiniens sur le modèle des deux États, le carnaval fut bientôt assimilé à l'État du diable civitas diaboli, alors que le Carême était assimilé à l'État de Dieu civitas Dei. C'est à partir de ce mode de pensée que les diables ou les démons ont pu se développer comme premières figures du carnaval. 
Une autre figure centrale du carnaval de l'époque, le bouffon, était considérée comme l'incarnation de l'éphémère, de l'éloignement de Dieu et de la mort. Alors que jusque dans les années 1980, la recherche partait du principe que le carnaval avait une origine non chrétienne (Hermann Eris Busse (de) et Wilhelm Kutter (de) comptaient parmi les partisans de cette thèse), elle s'accorde aujourd'hui à dire que l'existence de l'église était une condition nécessaire à l'émergence du carnaval. Il est également certain que le carnaval était souvent l'occasion de critiquer les autorités et l'Église, ce qui a souvent conduit à l'interdiction du carnaval. 
La Réforme protestante n'a pas seulement supprimé le Carême dans les régions réformées ; elle a également mis fin au carnaval dans de nombreuses régions d'Europe centrale. Toutefois, la coutume s'est maintenue pendant un certain temps dans certaines localités protestantes. On reproche souvent au carnaval de Bâle de célébrer sa date de carnaval plus tard que les autres localités souabes et alémaniques en raison de la Réforme (carnaval dit paysan). Cela est cependant dû à une décision de l'église au XIe siècle de ne pas compter les dimanches comme jours de jeûne pendant le Carême. Ainsi, le mercredi des Cendres s'est déplacé de six jours vers le début de l'année. Les Bâlois (et bien d'autres localités) ont cependant conservé cette ancienne date. 
Auparavant, l'image du carnaval était marquée par des déguisements relativement simples. Avec l'avènement du baroque, on assiste au XVIIe siècle à une revalorisation et à un raffinement considérables des figures du carnaval. C'est notamment le cas des masques utilisés, qui sont désormais sculptés dans du bois et non plus dans de l'argile ou du papier comme auparavant. A cela s'ajoute une nette influence italienne, basée sur la commedia dell'arte.

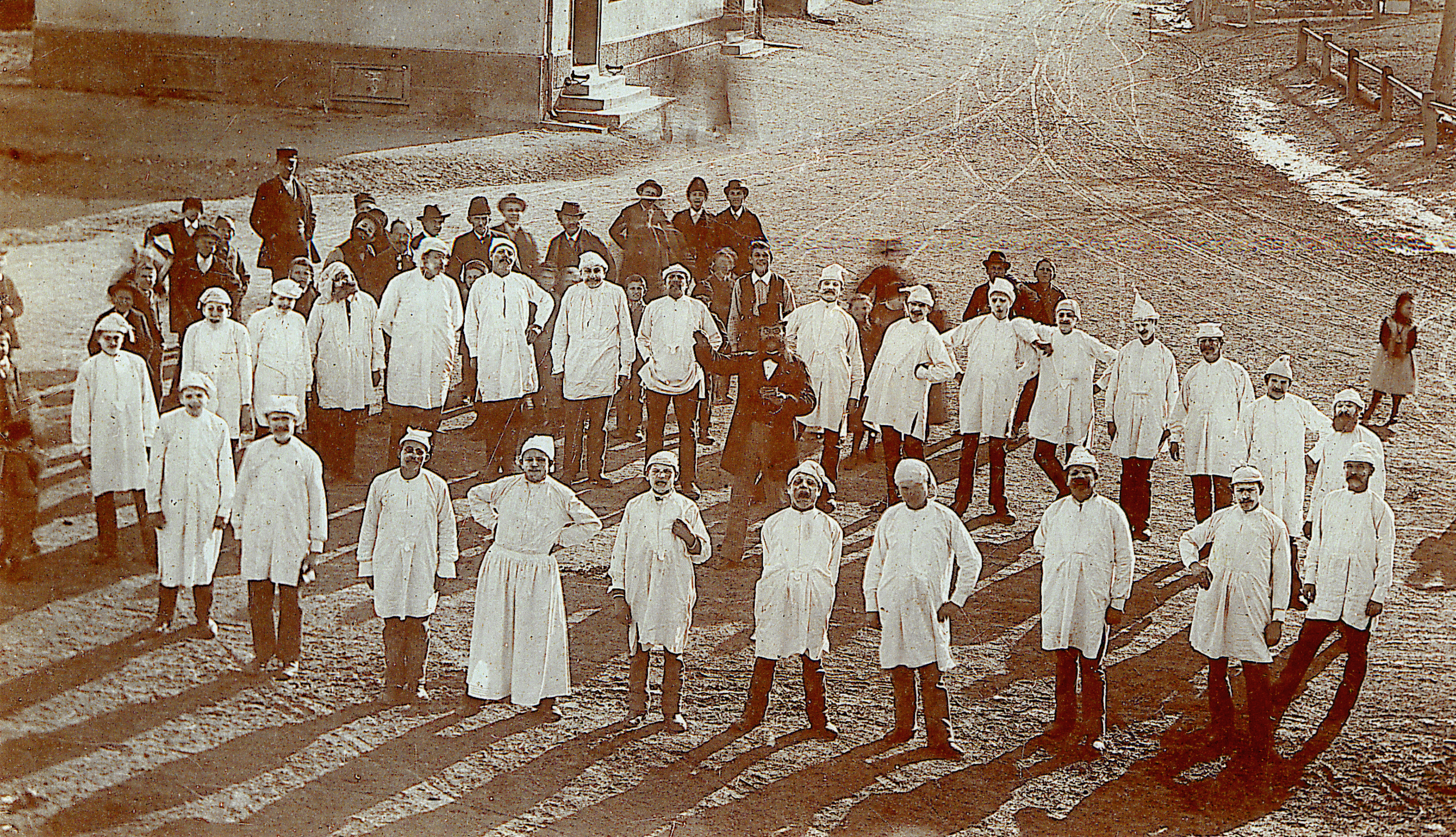
Mühlheim an der Donau Fastnach, 1892
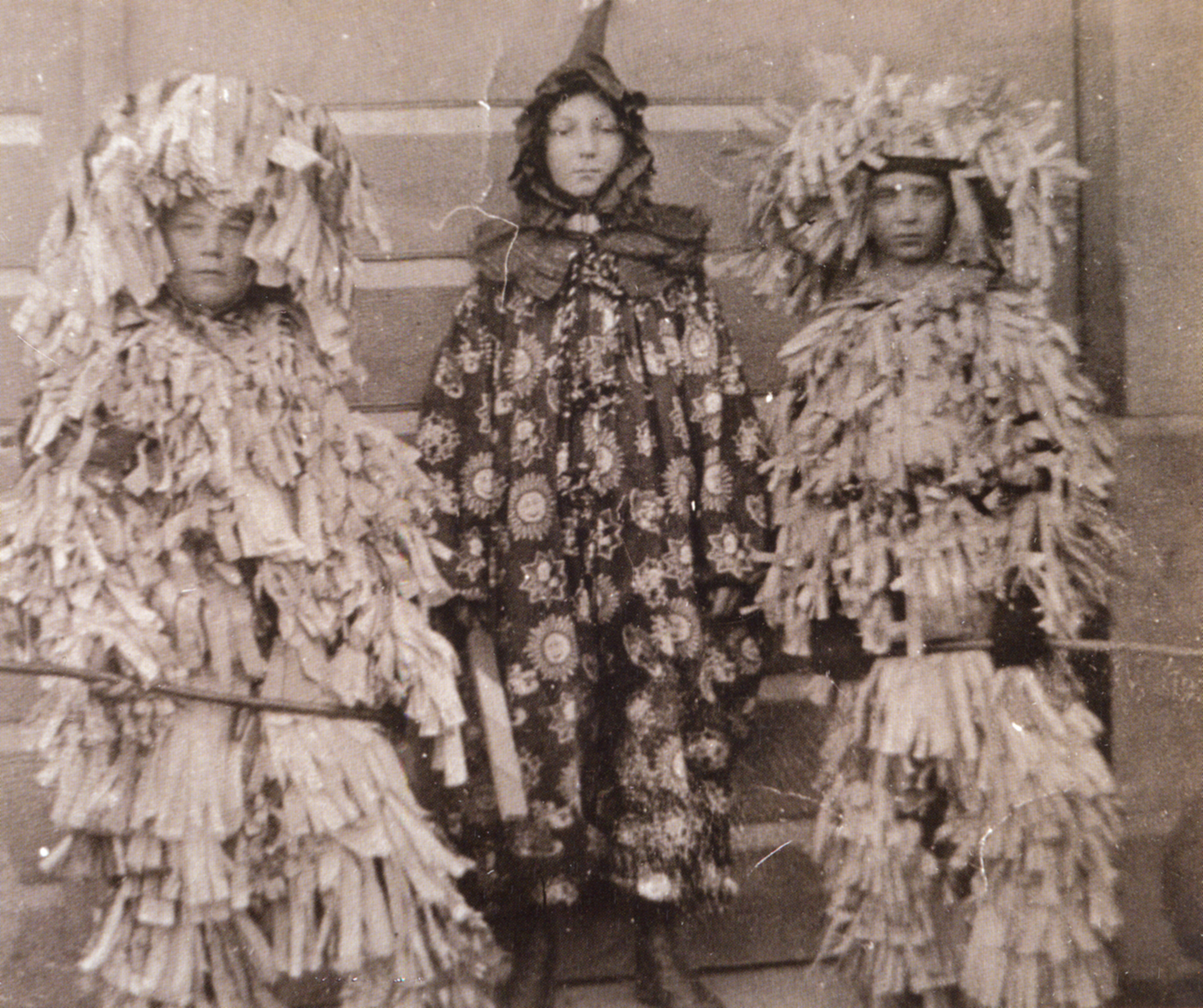
Zell am Harmersbach, 1897
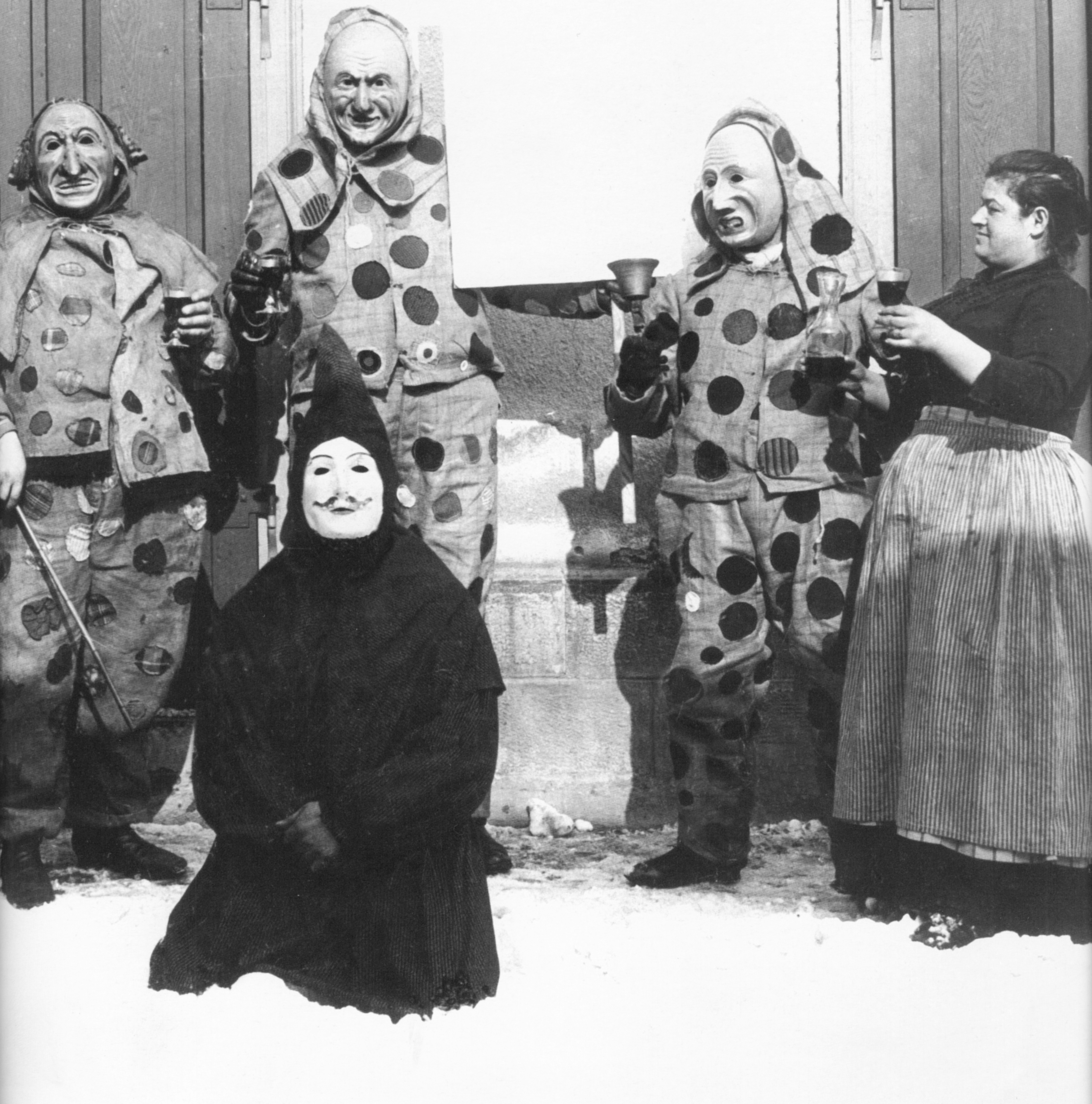
Oberndorf, 1897
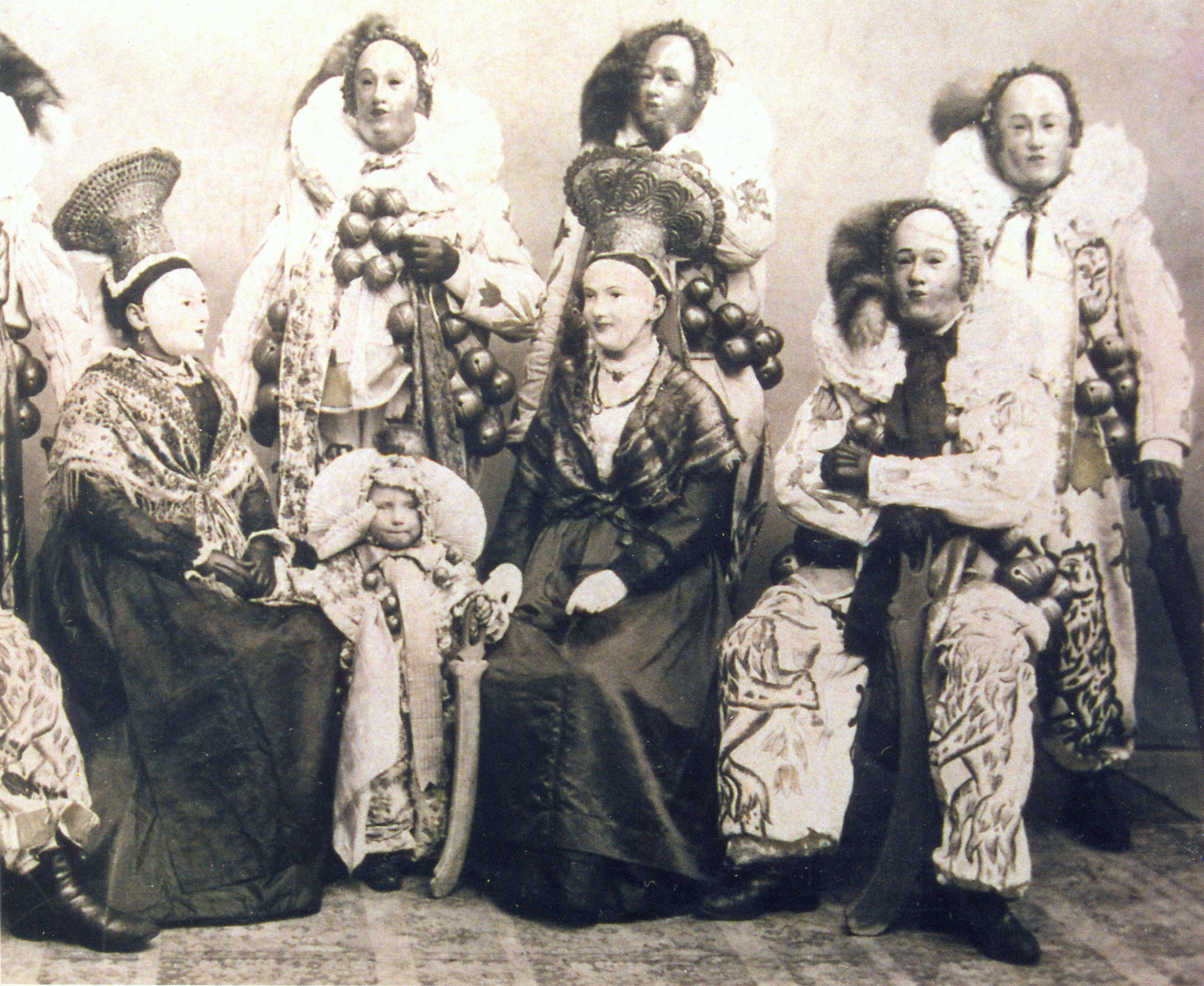
Villingen, 1898
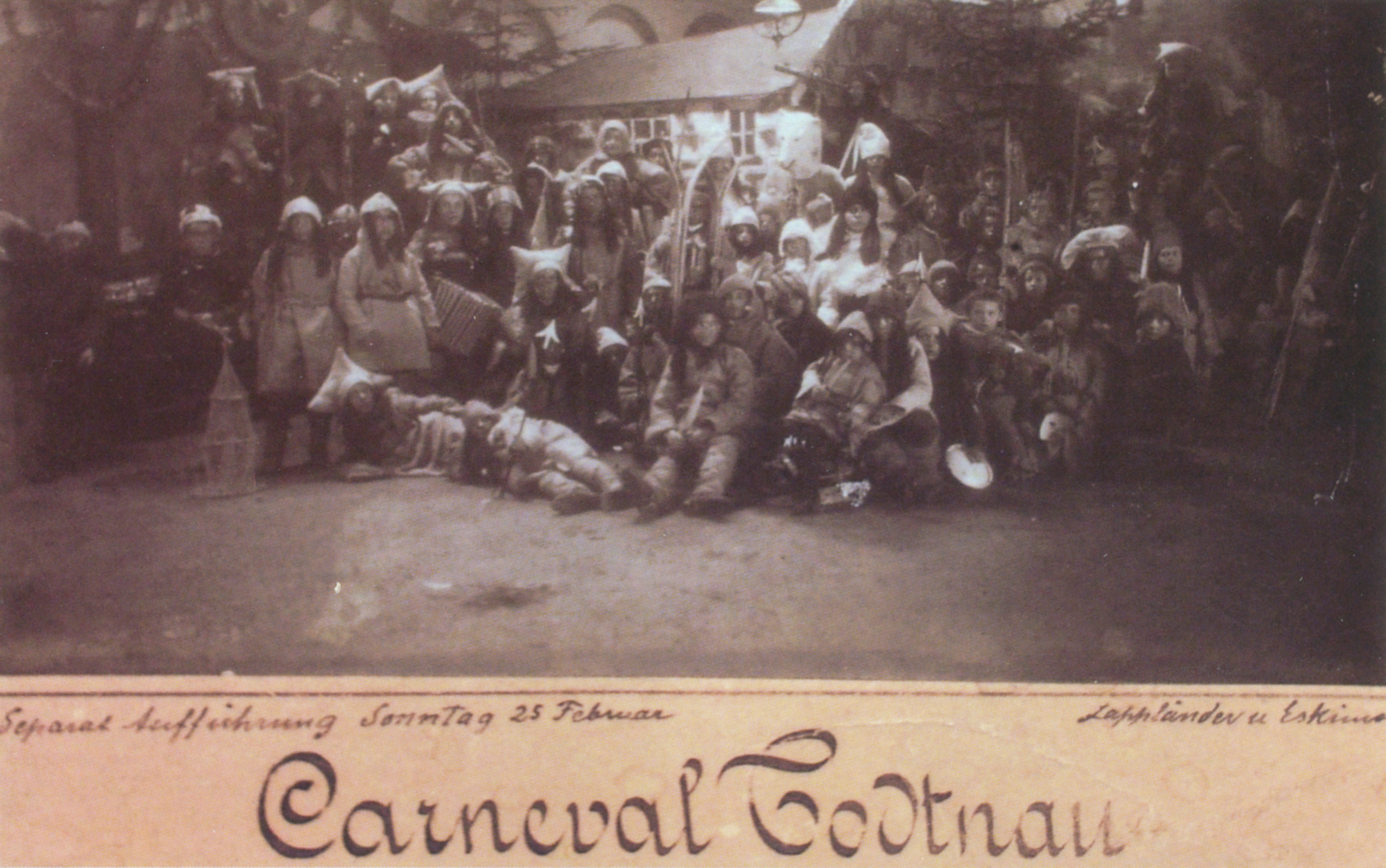
Carnaval de Todtnau en 1906 : lapons et eskimaus
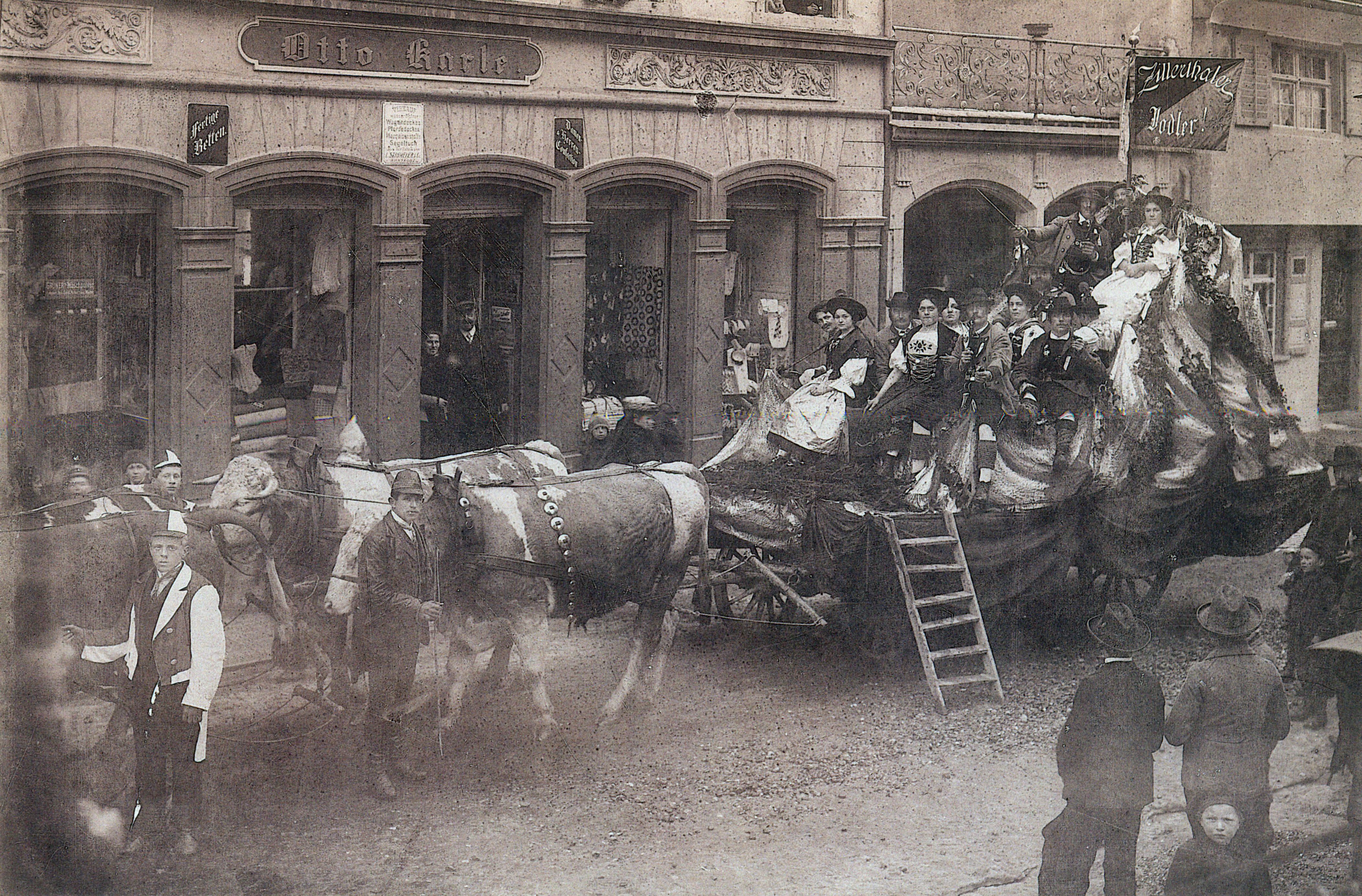
Markdorf, 1906
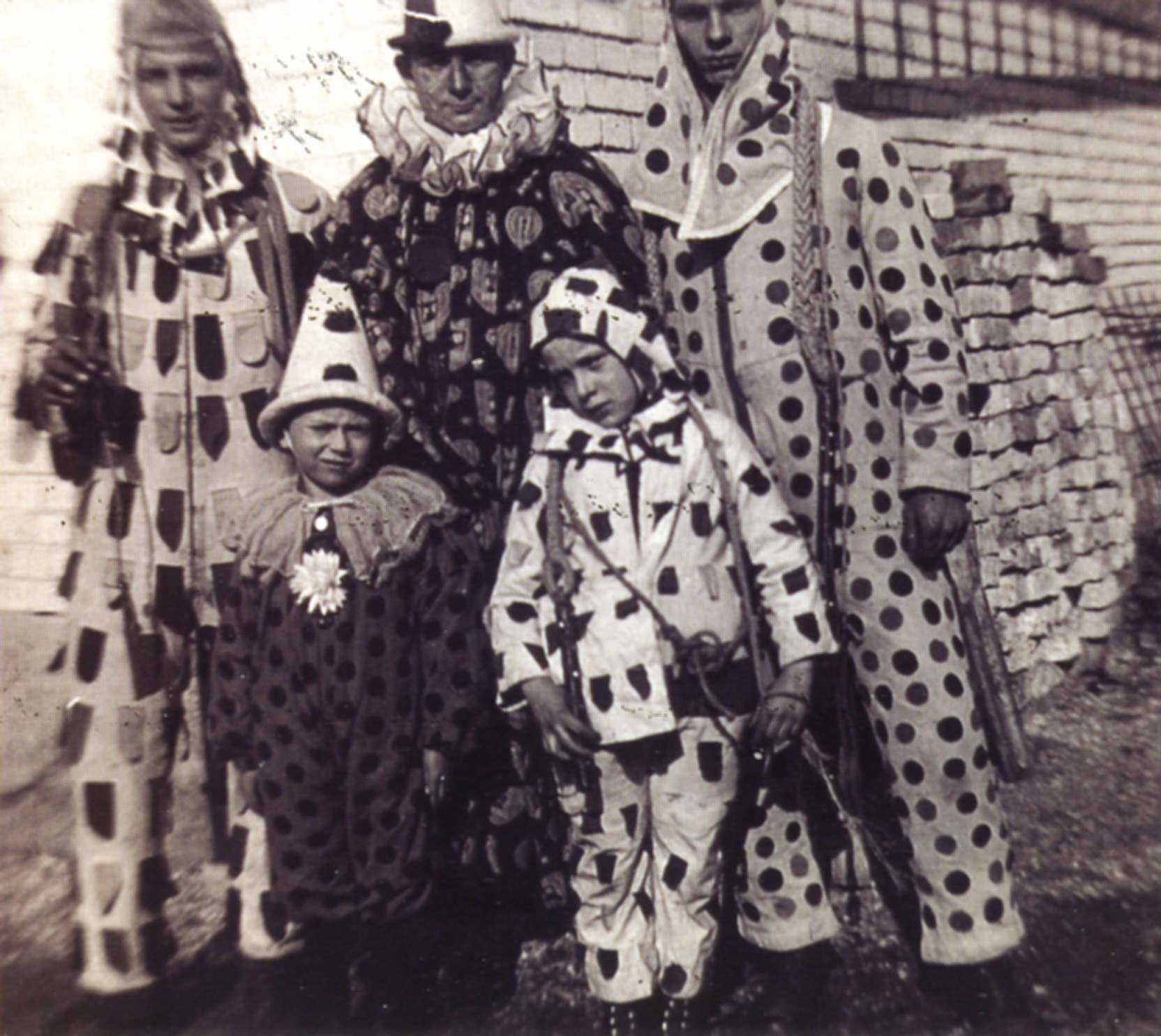
Weingarten, 1920

### Le carnaval et son abandon
Malgré la revalorisation baroque, le carnaval acquit, au cours du siècle des Lumières, la réputation d'être une coutume primitive, dépassée depuis longtemps et datant de la nuit des temps. Conformément à cette conception, les festivités furent abandonnées, voire interdites, en de nombreux endroits. La situation changea lorsque le carnaval initia à se développer sous l'impulsion du romantisme. Partant de villes comme Cologne, où la bourgeoisie cultivée commença à organiser le carnaval à la place des artisans (pour la première fois à Cologne en 1823), il s'établit rapidement dans toute l'Europe centrale, et donc aussi dans le sud-ouest de l'Allemagne. Le carnaval originel poursuivit son existence en parallèle, mais il fut de plus en plus repoussé. Ce n'est qu'à la fin du XIXe siècle que les anciennes coutumes refirent surface de manière isolée. Ainsi, en 1903, le Narrensprung de Rottweil, auquel ne participaient plus que sept bouffons, donna lieu à un changement de mentalité. C'est surtout dans les milieux petits-bourgeois et paysans de la région souabe alémanique que l'on se sentait mis sous tutelle par le carnaval dominé par la bourgeoisie cultivée et que l'on s'est souvenu, suivant la tendance de l'époque, des traditions ancestrales. Par la suite, de nombreuses corporations de carnaval à l'ancienne ont été recréées. 

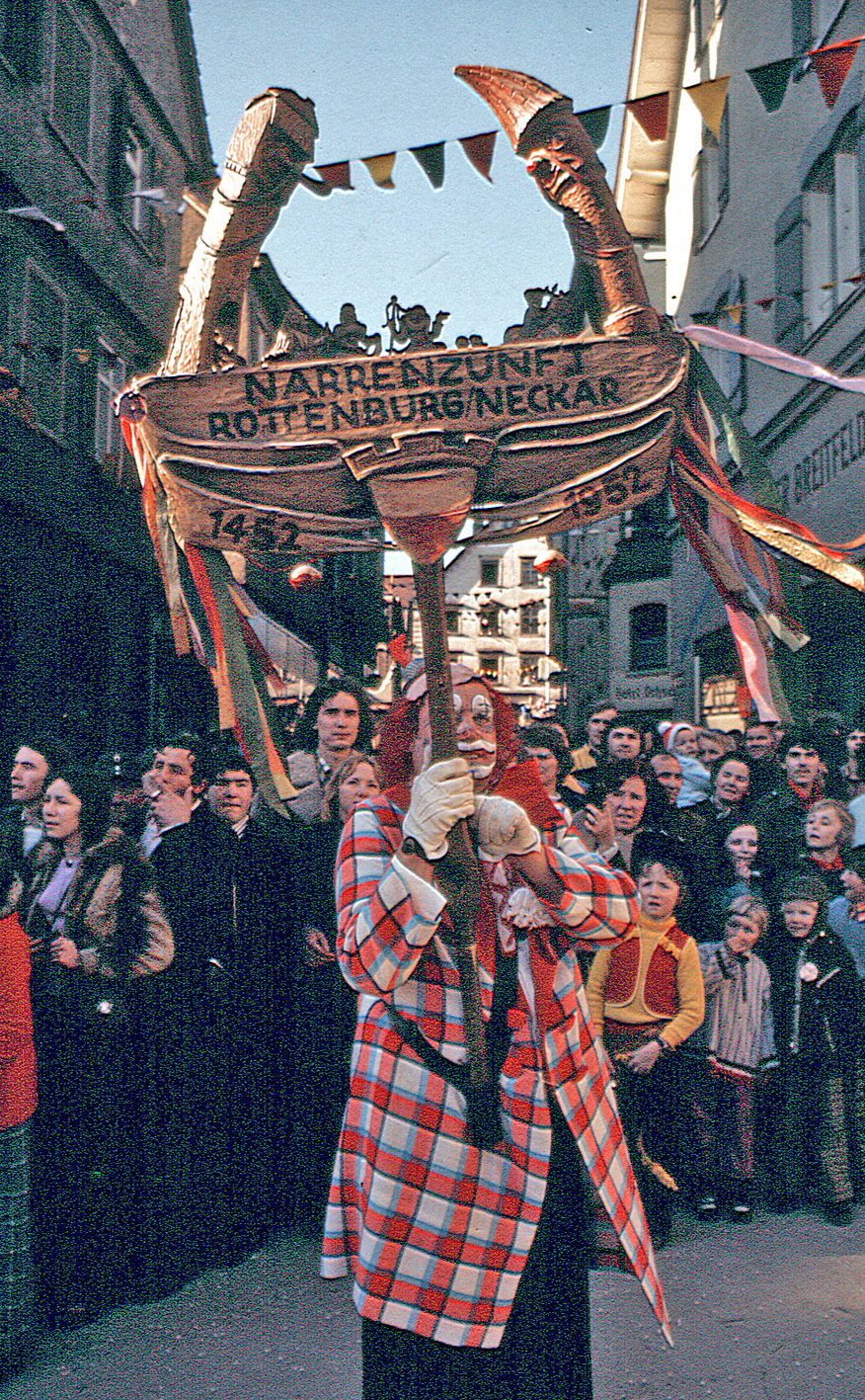
Riedlingen, 1974
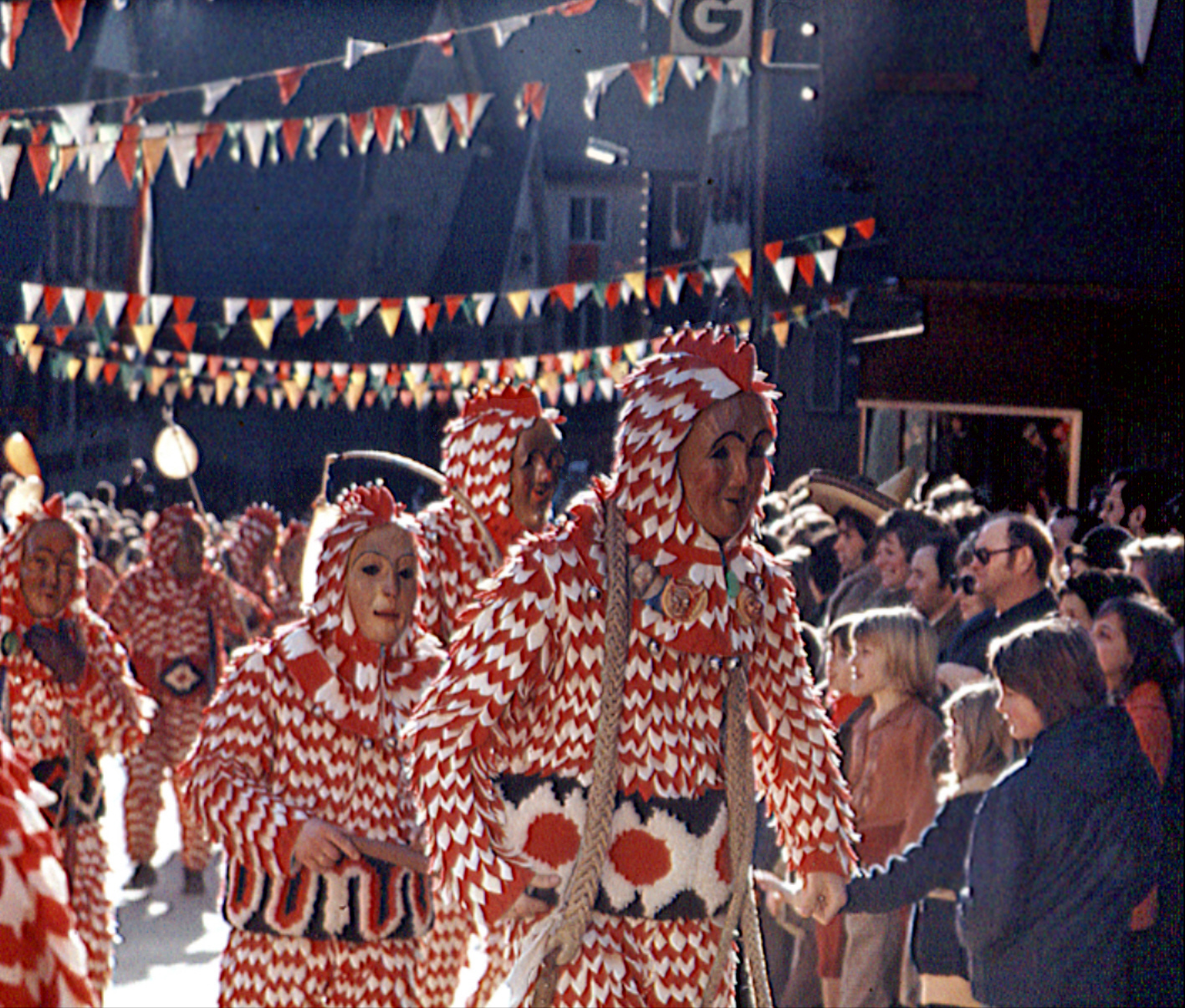
Riedlingen, 1974
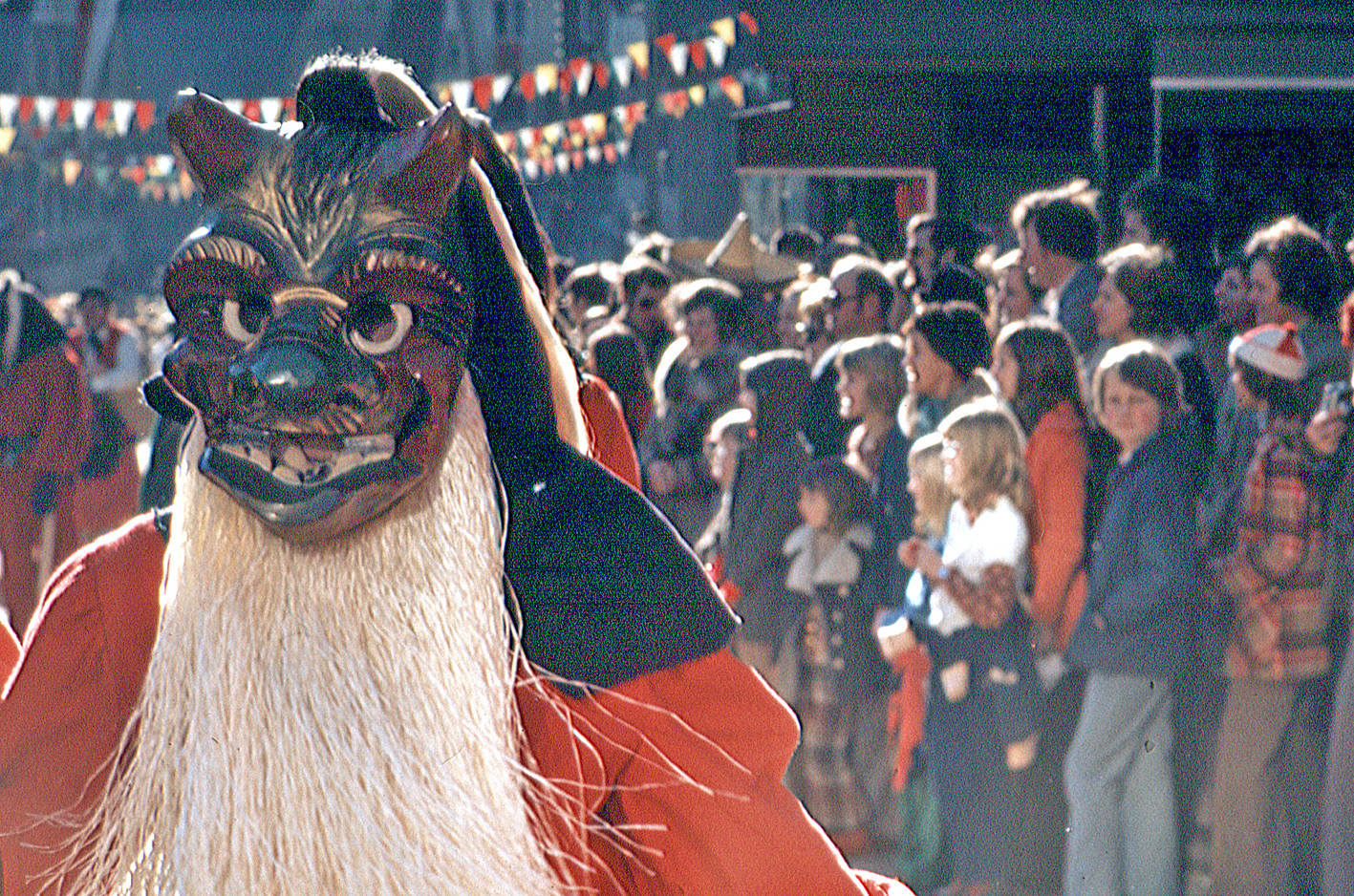
Riedlingen, 1974

### Évolution vers le carnaval actuel
Jusqu'au XXe siècle, le carnaval était une affaire purement locale et on ne faisait la fête que dans son propre lieu de résidence. Au début du XXe siècle, les guildes de carnaval (de) commencèrent à s'organiser en associations de carnaval et l'Association des guildes de carnaval souabes et alémaniques (de) (VSAN) a été fondée en 1924. Cette association faîtière suprarégionale était rendue nécessaire par la situation politique incertaine et les nombreuses interdictions du carnaval. On voulait désormais représenter de manière offensive les intérêts des bouffons face à la politique. De plus, on se sentait obligé de soigner et de préserver ses propres coutumes, ce qui est aujourd'hui la tâche principale de l'association. Au lendemain de sa création, la VSAN a connu un tel succès qu'il a fallu rapidement suspendre l'adhésion de nouveaux membres. Jusqu'à aujourd'hui, la VSAN n'accepte que très rarement de nouveaux membres, en se basant notamment sur une coutume historique pour justifier leur admission. C'est ainsi que de nouvelles associations festives ont rapidement vu le jour, comme l'association des guildes de fous du Rhin supérieur (de) (1937) ou l'association des fous d'Hegau-Lac de Constance (de) (1959). Cette vague de créations se poursuit encore de nos jours. La raison en est notamment l'introduction de rencontres de bouffons imaginée par Hermann Eris Busse. La VSAN et ses organisations sœurs permettent ainsi aux fous de se rencontrer entre eux, même en dehors de leur localité d'origine.  Le premier rassemblement de bouffons a été organisé le 28 janvier 1928 à Fribourg par l'association "Landesverein Badische Heimat", dont Busse était le directeur. Aujourd'hui, leur nombre et leur dimension ont tellement augmenté que les rassemblements de carnaval doivent être considérés comme une menace pour le carnaval traditionnel et local. Ainsi, certaines corporations ne fréquentent plus que des rencontres de carnaval et ne connaissent plus aucun enracinement local. L'ASAN, en particulier, a donc décidé de limiter fortement les rencontres de ce type. La popularité croissante des rencontres de carnaval n'en est pas affectée pour autant. 
Parallèlement à la restructuration organisationnelle des guildes de carnaval, de nombreuses nouvelles figures de carnaval ont été créées depuis le début du XXe siècle. Seuls quelques carnavals ont conservé des costumes historiques de bouffon, qui ont pu être portées presque sans changement au cours du nouveau siècle. Il s'agissait bien plus souvent d'éléments isolés, qui ne pouvaient certes plus être attribués facilement, mais qui étaient désormais combinés dans de nouvelles figures. Souvent, des groupes de porteurs de costumes se développaient de manière totalement nouvelle. En 1933, une guilde de sorcières a été fondée à Offenbourg, basée sur un mélange de sorcière de conte de fées et de sorcière médiévale, et a fait de la sorcière du carnaval une figure populaire du carnaval alémanique souabe. Les sorcières du carnaval existaient déjà bien avant, notamment au Tyrol depuis le XVIIIe siècle. La vieille mégère n'était pas non plus inconnue au carnaval : depuis le Moyen Âge, il n'était pas rare que des hommes revêtent des habits de femme pour se livrer à des actes répréhensibles, selon la devise "Le monde à l'envers". Ce qui était nouveau, c'était la sorcière avec un masque en bois en tant que personnage à part entière. Depuis, le nombre d'imitateurs est sans précédent. 
Dans l'après-guerre, la prospérité croissante a entraîné une augmentation rapide des guildes de carnaval, qui ont été créées de plus en plus souvent dans des localités qui ne connaissaient pas de tradition de carnaval jusqu'alors. Depuis le début des années 1990, on assiste à un véritable boom de ces nouvelles fondations. Ainsi, dans la région souabe alémanique, il existe désormais des carnavals indépendants même dans les plus petites localités. Aucune figure du carnaval n'en a plus profité que la sorcière. Sa popularité est depuis longtemps un casse-tête pour les responsables des organisations coutumières, qui considèrent qu'elle met en péril le carnaval traditionnel, tout comme la prolifération des rassemblements de fous. Mais les anciennes guildes de carnaval ont aussi largement profité de l'intérêt croissant pour leurs coutumes et de l'augmentation rapide du nombre de leurs membres dans l'après-guerre. En particulier, la retransmission télévisée des rencontres de carnaval de l'ASAN, réalisée depuis le début des années 1990, touche un public de plusieurs millions de personnes. La fin de cette croissance est toutefois prévisible. 

## Personnages
Le nombre de personnages du carnaval souabe-alémanique est désormais incalculable. La plupart du temps, ils se présentent lors des manifestations en groupes homogènes, séparés par types de personnages. Mais il existe également des groupes de Hästräger composés de différents types de personnages. La plupart du temps, ces groupes agissent entre eux. La trame du Treiber est très populaire : un animal est châtié par plusieurs porteurs de crinière munis de fouets. Le Fastnetsbutzerössle de Weingarten, le Brieler Rößle de Rottweil ou l'âne de Werner de Bad Waldsee en sont des exemples. Dans de nombreuses régions, on trouve également des personnages isolés qui jouent souvent un rôle central dans le carnaval de leur localité. Souvent, ils ont donné naissance au fil du temps à des familles entières de personnages dont les membres ont des caractères et des tâches différents, comme par exemple les Gole à Riedlingen. 

### Le diable et les figures démoniaques
Les figures de diables comptent probablement parmi les plus anciennes. Certains Kleidle ont plusieurs centaines d'années, comme le Schuttig d'Elzach, une figure de diable qui était à l'origine très répandue dans le centre de la Forêt-Noire. Aujourd'hui, les diables jouent souvent le rôle de sorciers en tant que figures individuelles, comme par exemple dans la guilde des sorcières d'Offenbourg. Le carnaval de Triberg est dominé par une figure de diable créée au XIXe siècle. 

Figures démoniaques
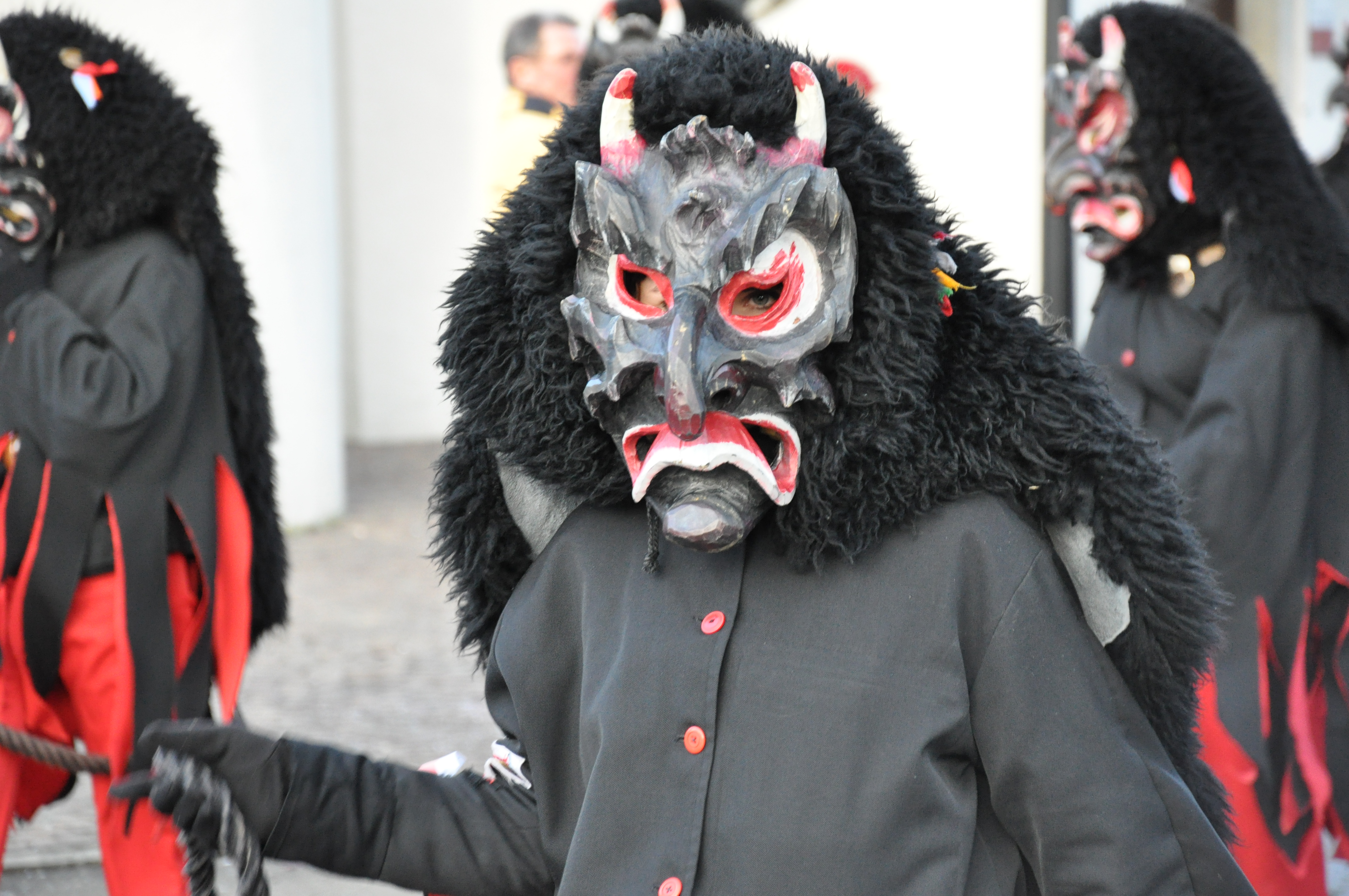
Weingarten
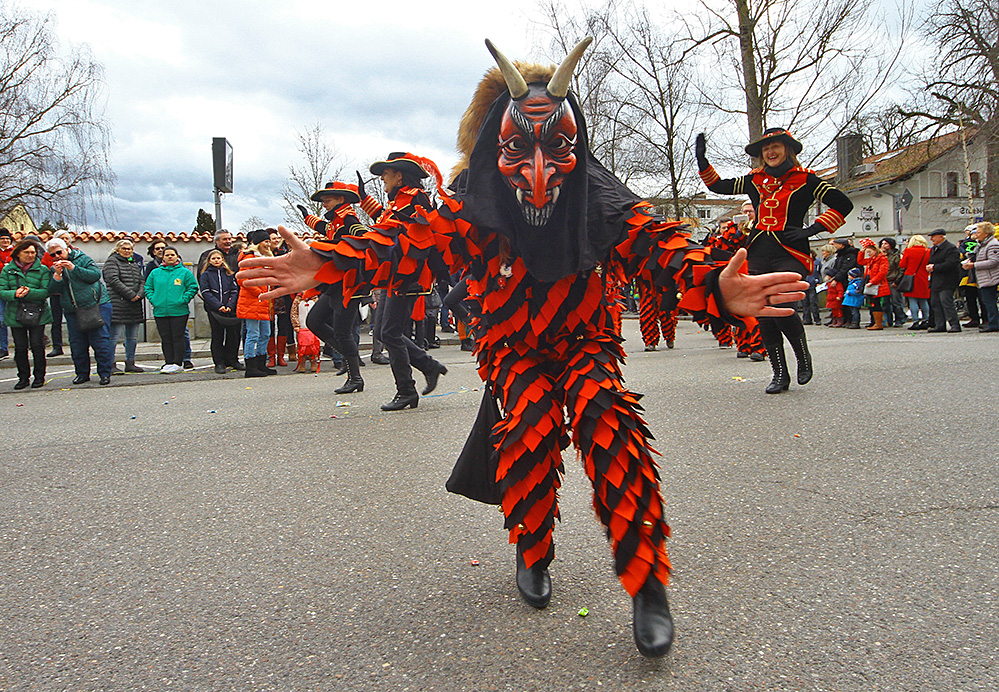
Moosburg

### Le fou

Le fou
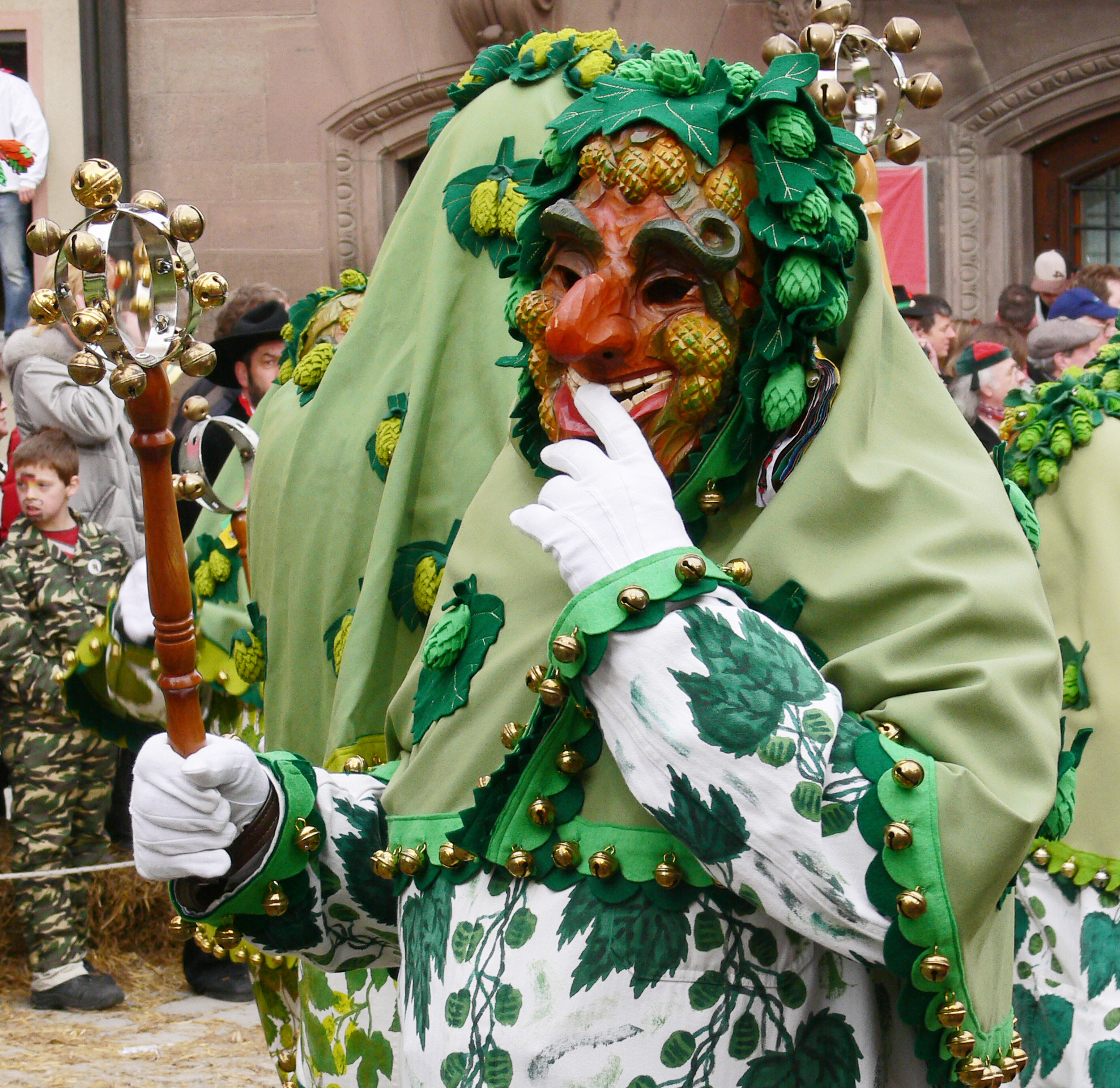
Bouffon du houblon de Tettnang (ce masque date de 1953 et s'inspire d'un personnage de la fin du XIXe siècle).
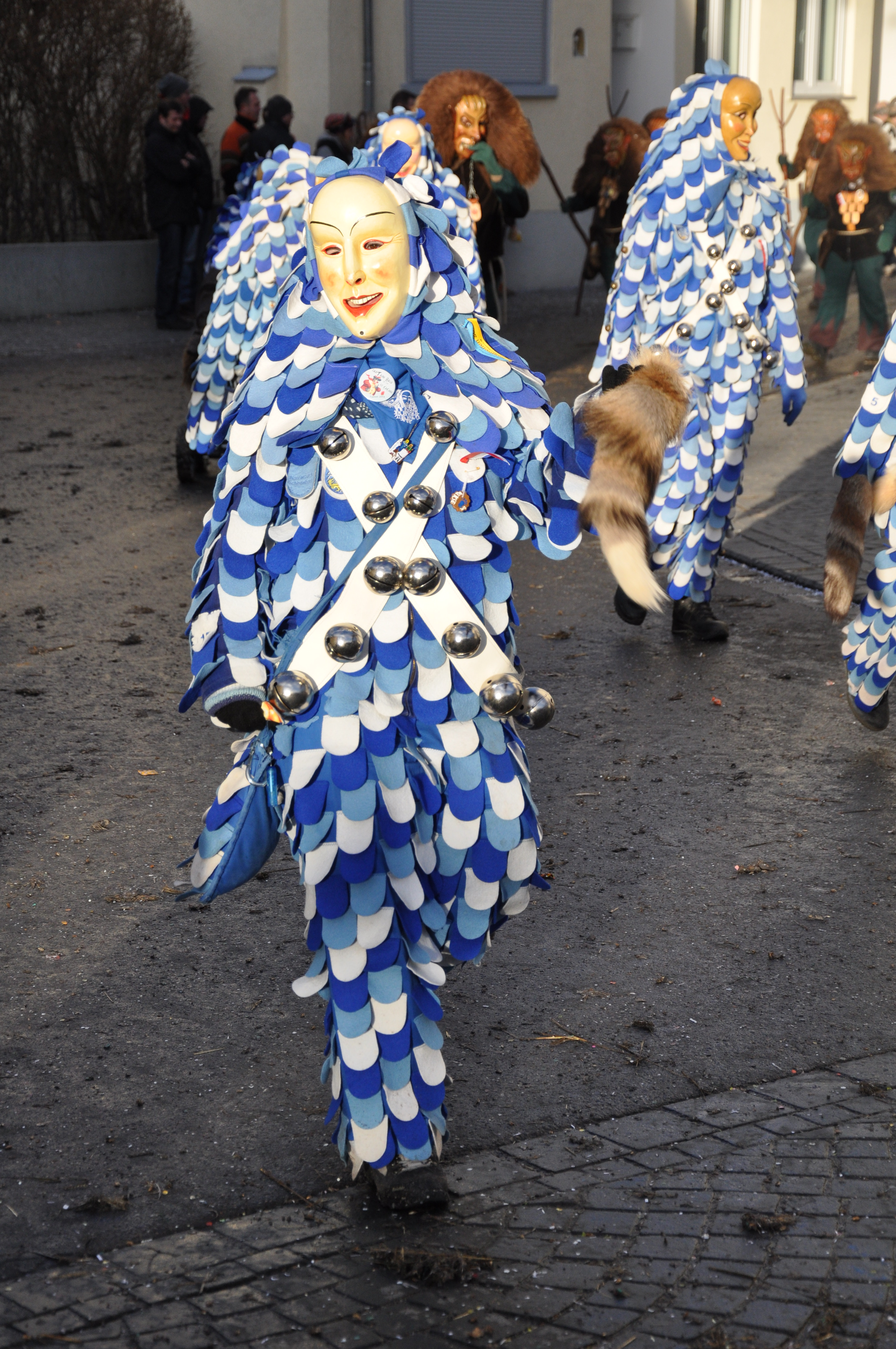
Alemannischer Narrenring (de)
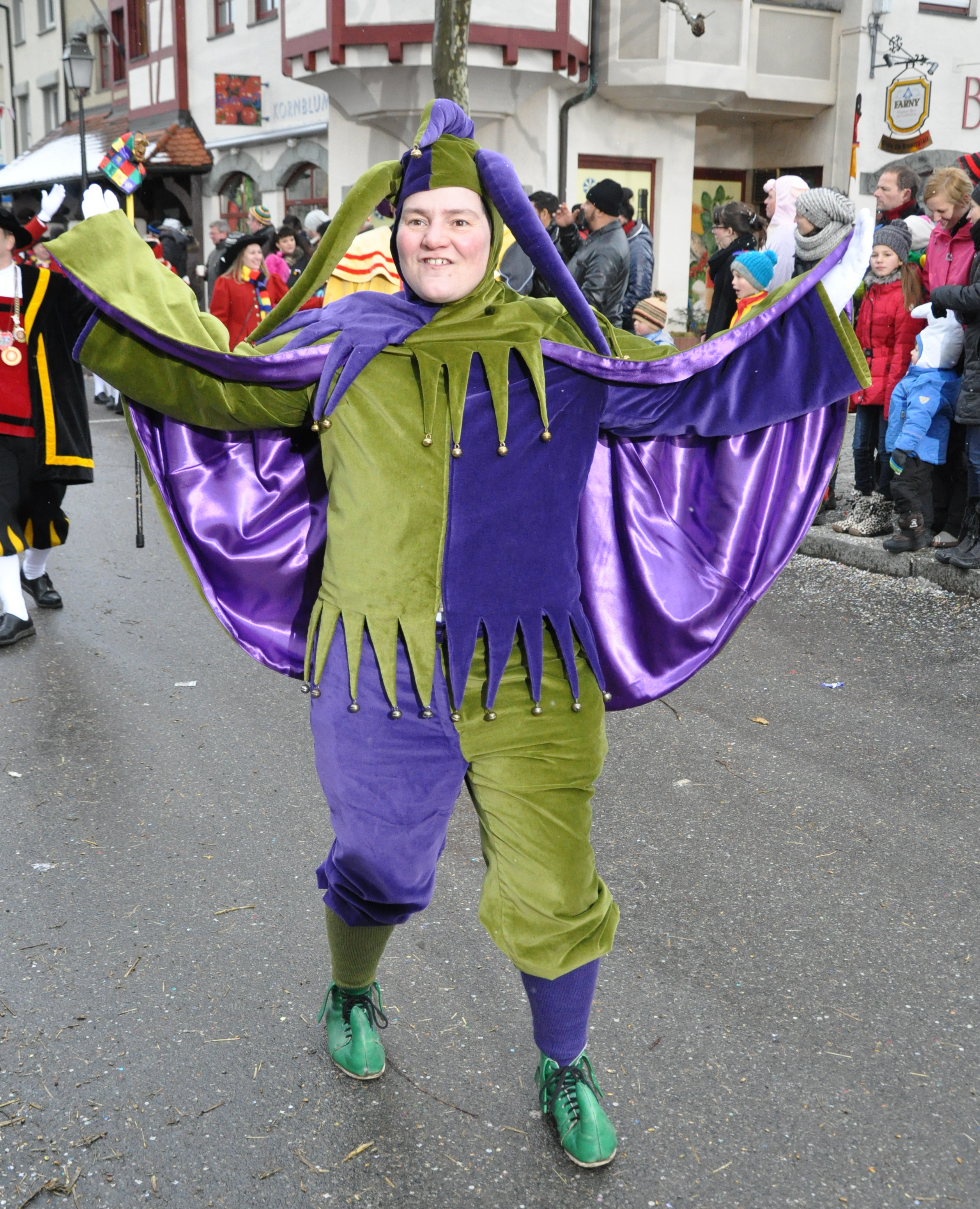
Aulendorf
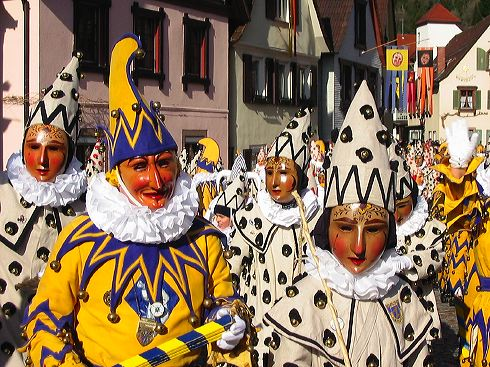
Des bouffons d'inspiration baroque et italienne : Les Schellenhansel et Röslehansel de Wolfach

Les bouffons sont probablement aussi anciens et se présentent aujourd'hui sous de nombreuses variantes différentes. Sur la Baar, les fous blancs sont courants (de). Parmi les plus anciennes figures de carnaval de ce type, on trouve le Narro de Villingen, "aristocrate du carnaval alémanique", ou les Hansel de Donaueschingen, Hüfingen, Immendingen et Bräunlingen. Le "Rottweiler Biß" ainsi que son pendant dans le "Gschell" ont une tradition tout aussi longue. Les fous blancs sont principalement représentés par des hommes et certains ont une partenaire avec eux pendant le carnaval, mais celle-ci n'est généralement pas masquée et porte un simple costume traditionnel, comme dans le cas du Gretle de Donaueschingen. 
Comparés à l'élégance baroque des fous blancs, les Blätzle, Spättle ou Flecklenarren ont parfois l'air un peu grossiers, notamment parce que leur costume est fait de vieux restes de tissu. Bien entendu, avec la prospérité croissante, les costumes ont également été conçus de manière beaucoup plus élaborée. Ainsi, dans de nombreuses corporations, les différents morceaux de tissu sont désormais brodés à la main. Pour les bouffons tardifs, on constate une évolution différente selon les régions. Les fous traditionnels de la région du lac de Constance et de la Haute-Souabe, comme les Blätzlebuebe de Constance ou les Hänsel d'Überlingen (en), portent principalement des masques en tissu, tandis que les Hansel de la Forêt-Noire, comme ceux de Furtwangen, Gengenbach ou Offenbourg, portent généralement des masques en bois. 
Les Spättlehansel de Wolfach sont une particularité : ils sont le seul groupe de Hästräger de la région souabe-alémanique à être équipé d'un masque en tôle avec une mâchoire inférieure mobile. Dans la ville frontalière de Laufenburg, sur le Haut-Rhin, la Narro-Altfischerzunft (corporation des anciens pêcheurs) a développé au fil des siècles une corporation de "Blätzle" à l'identité quasiment aristocratique, qui possède en outre le plus ancien masque en bois actuellement connu du sud-ouest de l'Allemagne. 
Comme beaucoup de choses, les bouffons tachetés ont connu un fort raffinement à l'époque baroque et c'est ainsi que sont nés les bouffons à la francisque, tels qu'on les trouve aujourd'hui à Schömberg ou à Rottweil.
Le Bajazzo (de) est apparu aux XVIIIe et XIXe siècles, en partant de l'Italie et en lien avec le triomphe du carnaval. Les Rösle- et Schellenhansele de Wolfach comptent sans doute parmi les plus anciennes figures influencées par ce genre d'événements.
Presque tous les bouffons portent des attributs des fous (de) attributs sur eux, comme des cloches, la vessie d'un cochon ou des miroirs. 

### Figures légendaires
Il s'agit souvent de personnages légendaires qui font allusion à des histoires ou des événements locaux, comme par exemple l'esprit du Danube d'Immendingen qui, selon la légende, entraîne ses victimes dans les profondeurs du Danube.

### Sorcières

La sorcière
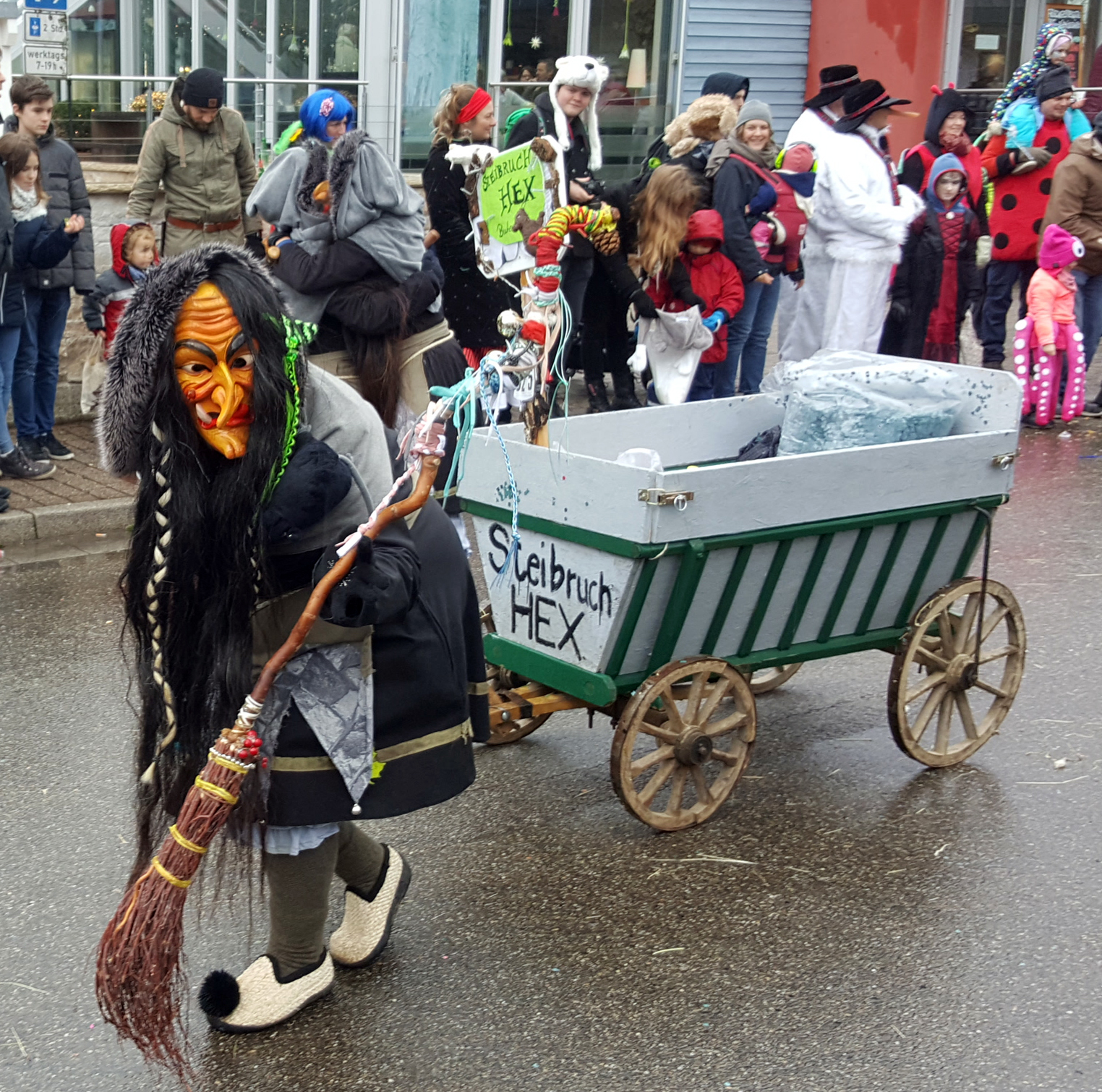
Steibruch-Hex Buchenbach lors du grand défilé de la Guilde infernale de Kirchzarten en 2018.
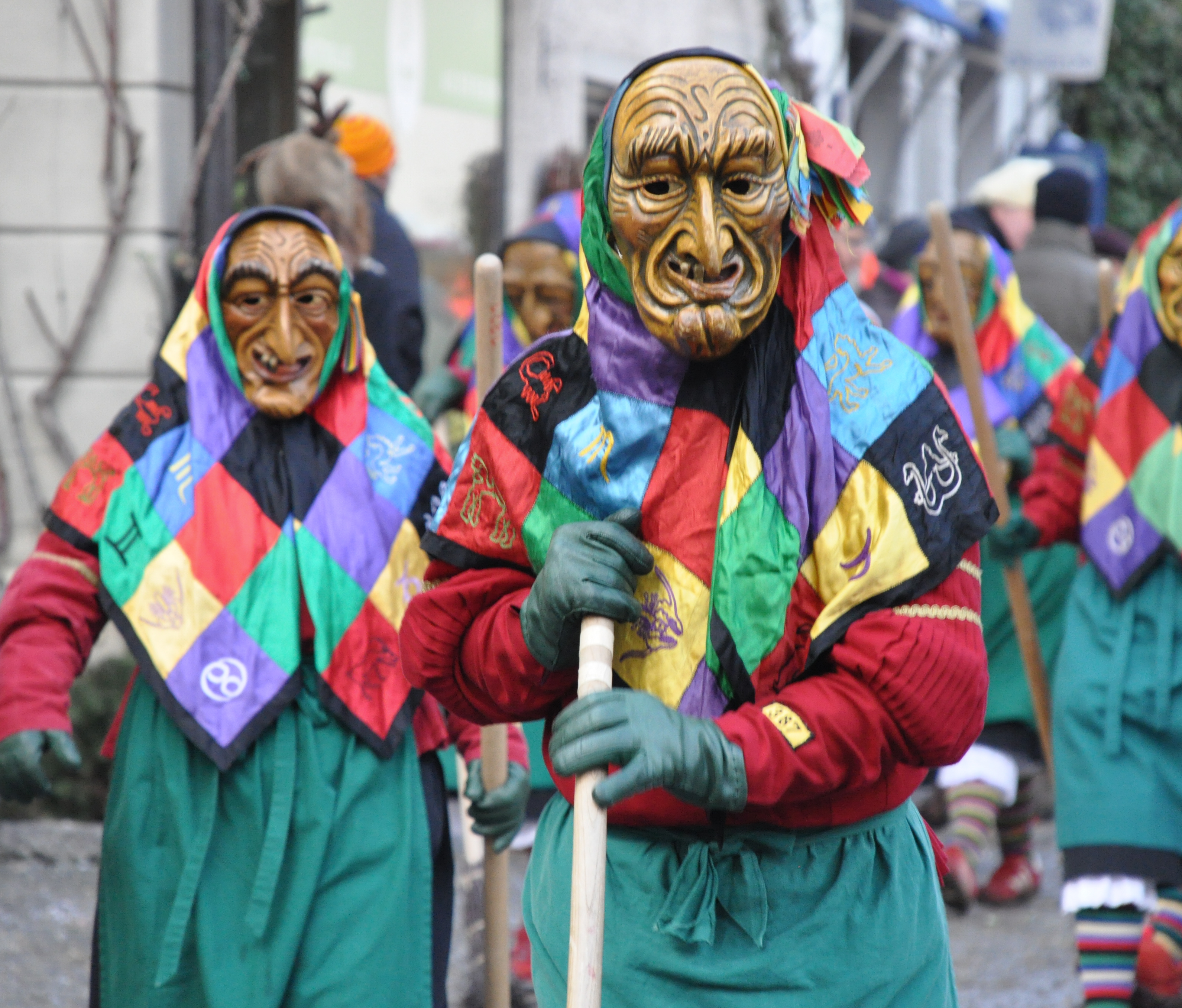
Association des guildes de carnaval souabes et alémaniques (de)
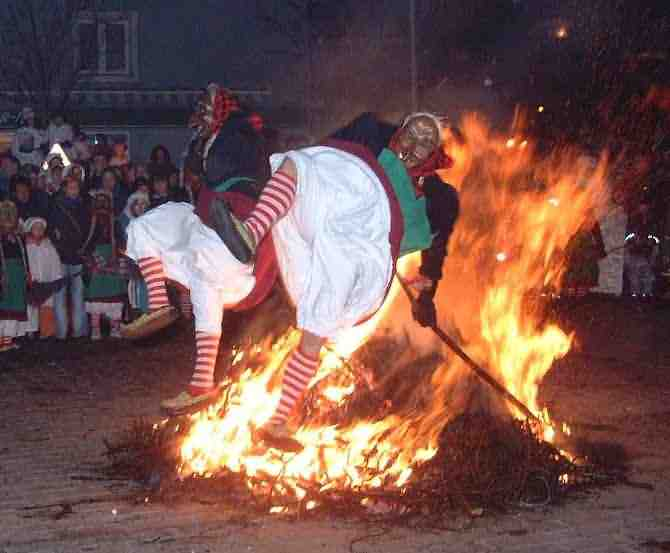
Saut des sorcières

### Figures animales
Comparés aux autres personnages de carnaval, les figures animales étaient relativement faciles à fabriquer pour les paysans et donc très populaires au fil des siècles. Leur costume était confectionné à partir de matières premières disponibles en abondance dans les campagnes. C'est ainsi que sont nés les ours en paille, comme on en voit encore aujourd'hui à Wilflingen et Empfingen. Leur costume est essentiellement composé de paille, on renonce totalement aux ornements ou aux finitions. C'est l'une des raisons du manque de popularité des personnages inspirés par les animaux à notre époque, sans doute lié au fait que les matériaux utilisés ne sont plus si faciles à trouver aujourd'hui, d'autant plus qu'un tel costume ne peut être utilisé qu'une saison et doit ensuite être refait. A Singen, le groupe du Hoorige Bär s'est développé à partir d'un ours en paille, mais le costume est aujourd'hui cousu, peut être réutilisé d'année en année et dispose d'un masque en bois. Il en va de même pour le Welschkornnarro de Zell am Harmersbach. Les Nussschalenhansele de Wolfach constituent un autre type d'homme sauvage. Au lieu de paille, leur costume est cousu avec plus de 3000 demi-coques de noix. 
Outre l'ours, le Nachtkrab, qui ressemble à un oiseau, fait également partie des personnages de carnaval de la Narrenzunft de Murrhardt ; on le trouve déjà sur une peinture murale du couvent de Murrhardt (de).
À Aalen, il s'agit d'un Meckergois, c'est-à-dire d'une chèvre. Cela remonte au Meckereck acide, lorsque pour la première fois en 1966, sur le terrain de l'actuel Reichstädter Markt, on a râlé contre les autorités dans un tonneau de vinaigre.

Figures animales
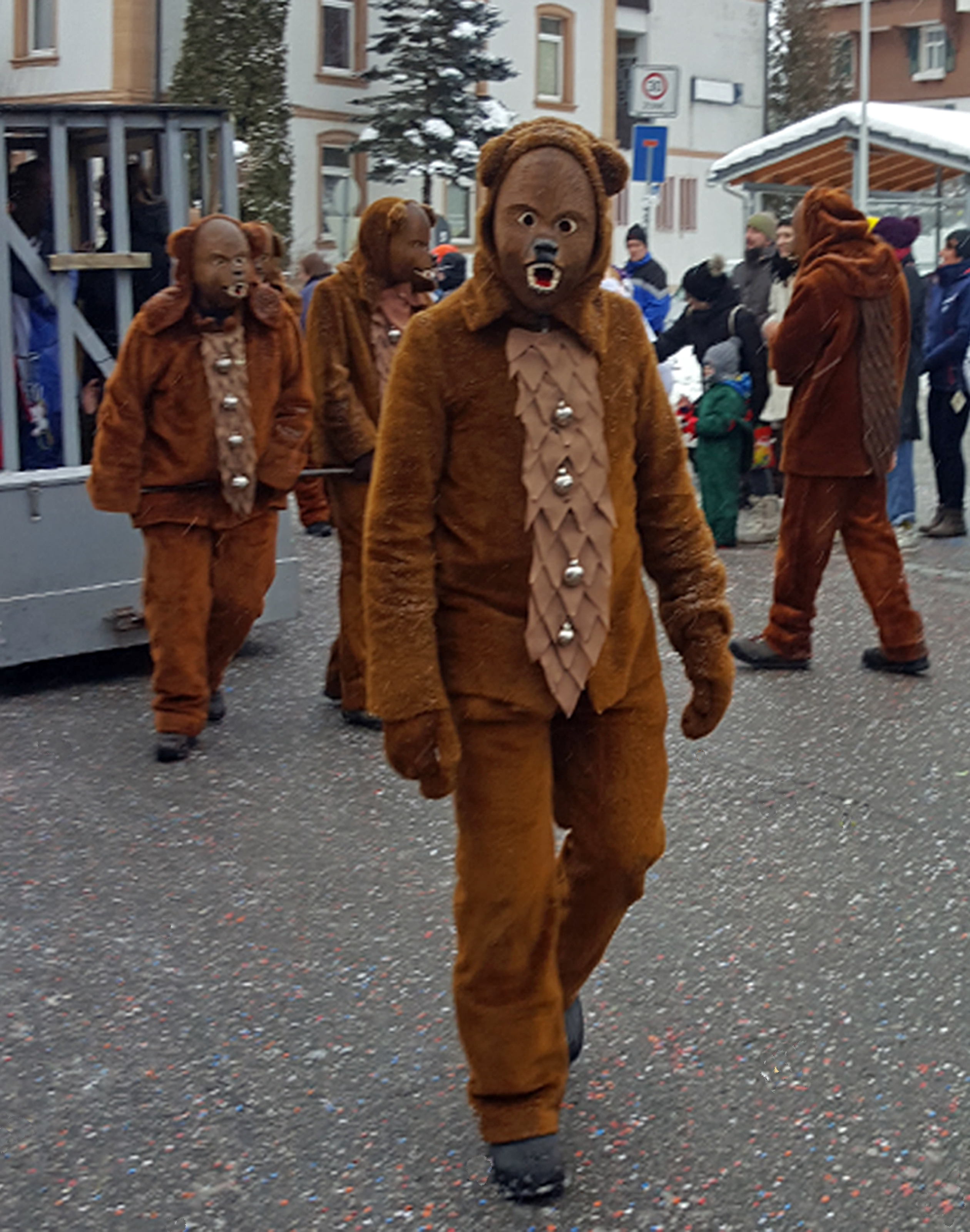
Bärental
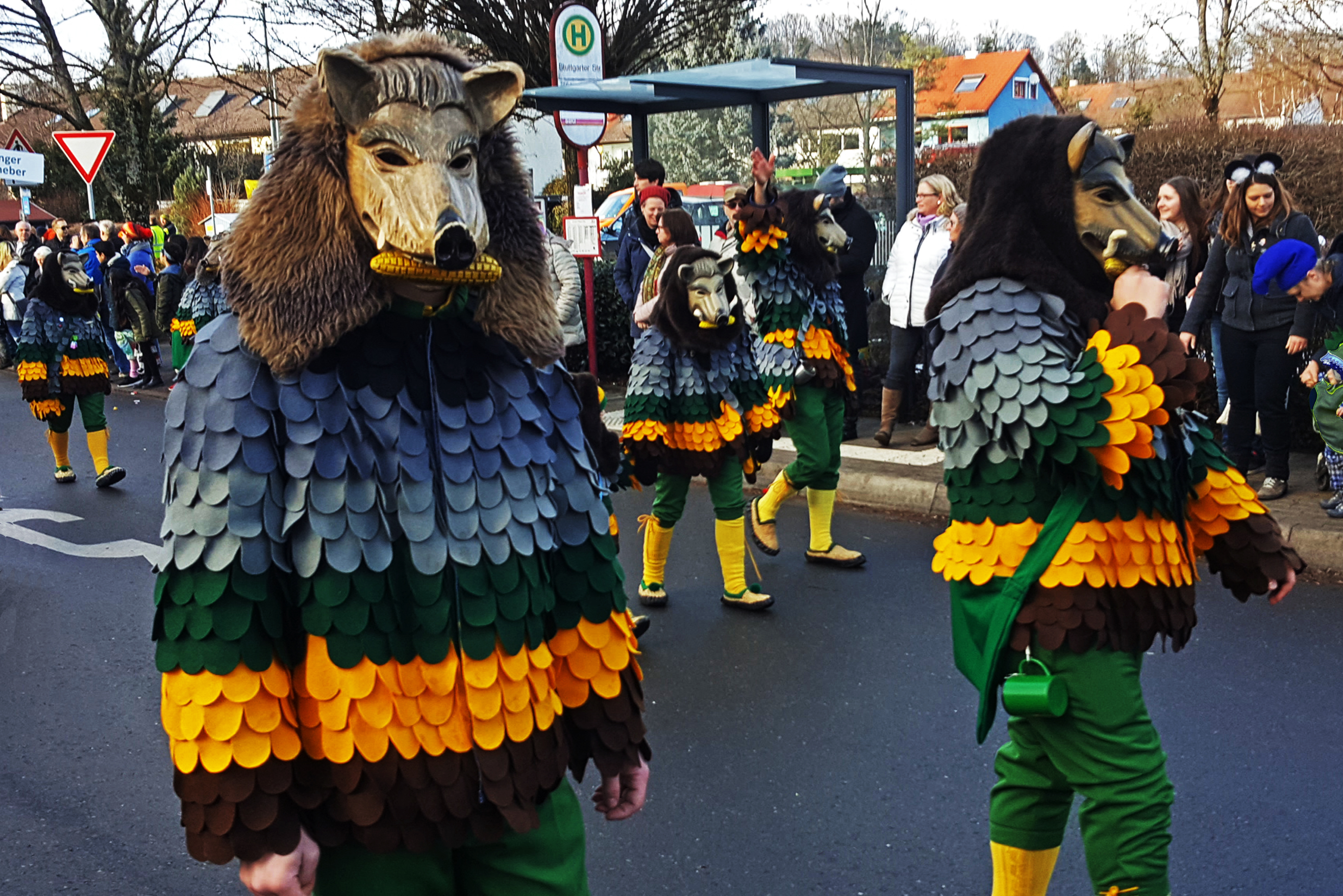
Gündlingen

### Maschker
Dans certains endroits le long du Danube, comme par exemple à Ehingen, Mühlheim et surtout Munderkingen, on rencontre dans les restaurants ou dans la rue des bouffons isolés ou des petits groupes qui se présentent de manière disparate et sont masqués (Maschker, en haut allemand : der/die Maskierte). Sous le masque, on trouve traditionnellement le plus souvent des femmes. Les petits cadeaux, appelés Kromet (à l'origine des cadeaux de marché), sont couramment distribués aux passants, généralement non masqués.

### Personnages non masqués
Il existe également des groupes et des personnages qui ne sont traditionnellement pas masqués. On trouve souvent des soldats ou des policiers. En complément des groupes et des personnages masqués, il n'est pas rare de voir des figures de représentation non masquées, comme par exemple la "Fasnachtsmutter" et le "Fasnachtsvatter" de Markdorf, le "Bräutelgruppe" de Sigmaringen ou les "Trommelgesellen" de Munderkingen avec leurs tambours et leurs fifres et les "Brunnenspringern". C'est surtout après 1945 que s'est répandue la figure du maître de la corporation et des conseillers de la corporation, qui sont devenus obligatoires à l'heure actuelle pour presque chaque lieu de carnaval.

## Coutumes

### Cris de fous
Les cris des fous (de) du carnaval souabe et alémanique sont plus récents et ont été créés par analogie aux cris de guerre traditionnels (Alaaf, Helau, Ahoi, ...) des métropoles carnavalesques. Traditionnellement, les fous se saluent en poussant des cris de joie, qu'ils laissent échapper comme une expression spontanée de joie et qui pourraient être documentés par écrit sous la forme de "you-hou-hou". À Rottweil, entre autres, cette forme originale de cri du fou a été conservée (hou-hou-hou). Ailleurs, des cris individuels ont vu le jour et sont même parfois devenus un signe d'identification au sein du carnaval organisé depuis la Seconde Guerre mondiale. Le cri le plus connu du carnaval alémanique souabe, que se lancent les masqués et les civils, est "Narri-Narro".

### Vers, proverbes, dictons et chansons de carnaval
Outre les youyous, il existe également des vers qui sont récités et criés - également sous forme de rimes. Ils peuvent à leur tour contenir ou être des parties de cris de fous. Souvent, au fil du temps, les cris de fous, qui étaient probablement limités localement, ont été modifiés en fonction du lieu. Souvent, ces slogans sont également des vers moqueurs. 
Les cris des fous sont très individuels et diffèrent d'un endroit à l'autre et d'une corporation à l'autre. 
- „Narro, siebe Sih (Söhne), 
 siebe Sih sin Narro gsi“ 
 Konstanz, Rottweil, Villingen)
- „Narro kugelrund, 
 d’Stadtleit sind wieder älle g’sund“ 
 (Rottweil)
- „Oh jerom, oh jerom, 
 dia Fasnet hät a Loch“ 
 (L'après-midi du mardi gras à Oberndorf ou Rottweil)
- „Hoorig, hoorig, hoorig isch die Katz 
 Und wenn die Katz nit hoorig isch, 
 doo fängt se au kei Ratz.“
- „Schloimig, schloimig, schloimig isch der Schnegg 
 Und wenn der Schnegg nit schloimig isch, 
 na kommt se ned vom Flegg“ (par exemple à Meßkirch, Oberuhldingen, Meersburg, Tettnang)
- „S’guckt e Arsch zum Fenschder naus, 
 ma meint des isch e Weck, 
 es isch kei Weck, es isch kein Weck, 
 es isch der Arsch vum Schlegele-Beck.“ 
 (Radolfzell)

Certains dictons des fous remontent à ce que l'on appelle les Heischebräuche (de), une coutume qui consiste à demander ou à solliciter des dons. .
Au cours de leur évolution, les bouffons du carnaval souabe-alémanique étaient des personnages qui demandaient des dons à leurs interlocuteurs. D'une part pour leur propre intérêt, mais aussi très vite pour une fonction caritative et sociale. Des vestiges de ce type nous sont par exemple parvenus dans le bouffon mendiant de Rottweil, qui collectait des aumônes pour les pauvres ou les malades à l'hôpital.
Aujourd'hui, la situation est généralement inversée. Le civil invite le bouffon à donner quelque chose de son panier avec des slogans de bouffon. Dans certains endroits, la tradition veut que les enfants fassent le tour des maisons le lundi de carnaval avec les proverbes pour quémander des friandises. Les proverbes de carnaval les plus explicites ont par exemple été conservés sous la forme suivante : 
- „Giizig (geizig), giizig isch der/die…(Name des Angesprochenen), 
 un wenn er/se nit so giizig wär, 
 dann gäb er/se au …(eingeforderte Gabe) her.“
alternativ auch allgemeiner: 
„Giizig, giizig, giizig sin' die lid (Leute),
 und wenn se nit so giizig wär,
 dann gäbe (geben) se au was her!“
- „Fliagt a Vegele übers Feld, gib mr au a Fasnetsgeld!“
- „Eine kleine Spende für mich und meine Frau, 99 Kinder und eine kleine Sau!“

### Musique
Les événements de la Fastnacht sont souvent accompagnés d'une musique dédiée, la Narrenmarsch (en).